# Llista dels centres emissors del País Valencià
Aquesta és una llista dels principals centres emissors de ràdio i televisió ubicats al País Valencià:

## Alacant

### L'Aitana
Comarca: Marina Baixa
Cota: 1558 m
Cobertura: Marina Baixa, Alacantí, Alcoià i Comtat

#### Televisió
| Xarxa múltiplex               | Canal d'emissió  | Servicis                    | Senyal | Web                                              |
| ----------------------------- | ---------------- | --------------------------- | ------ | ------------------------------------------------ |
| TL02A Alacant (dir. Alacantí) | 21 UHF (474 MHz) | Alacantí TV                 | DVB-T  | https://alacantitv.com/                          |
| TL02A Alacant (dir. Alacantí) | 21 UHF (474 MHz) | Información TV              | DVB-T  | https://www.informacion.es/videos/informaciontv/ |
| TL02A Alacant (dir. Alacantí) | 21 UHF (474 MHz) | Intercomarcal TV            | DVB-T  | https://www.intercomarcal.com/                   |
| TL02A Alacant (dir. Alacantí) | 21 UHF (474 MHz) | DoceTV                      | DVB-T  | https://www.12tv.es/                             |
| RGE1 VAL                      | 22 UHF (482 MHz) | La 1 País Valencià          | DVB-T  | https://www.rtve.es/television/                  |
| RGE1 VAL                      | 22 UHF (482 MHz) | La 2                        | DVB-T  | https://www.rtve.es/television/                  |
| RGE1 VAL                      | 22 UHF (482 MHz) | 24h                         | DVB-T  | https://www.rtve.es/television/                  |
| RGE1 VAL                      | 22 UHF (482 MHz) | Teledeporte                 | DVB-T  | https://www.rtve.es/television/                  |
| RGE1 VAL                      | 22 UHF (482 MHz) | RNE Radio Nacional València | DVB-T  | http://www.rne.es/                               |
| RGE1 VAL                      | 22 UHF (482 MHz) | RNE Radio 5 València        | DVB-T  | http://www.rtve.es/radio/radio5/                 |
| MPE2                          | 23 UHF (490 MHz) | Antena 3                    | DVB-T  | http://www.antena3.com/                          |
| MPE2                          | 23 UHF (490 MHz) | La Sexta                    | DVB-T  | http://www.lasexta.com/                          |
| MPE2                          | 23 UHF (490 MHz) | Neox                        | DVB-T  | http://www.antena3.com/neox/                     |
| MPE2                          | 23 UHF (490 MHz) | Nova                        | DVB-T  | http://www.antena3.com/nova/                     |
| MPE3                          | 24 UHF (498 MHz) | Telecinco                   | DVB-T  | http://www.telecinco.es/                         |
| MPE3                          | 24 UHF (498 MHz) | Cuatro                      | DVB-T  | http://www.cuatro.com/                           |
| MPE3                          | 24 UHF (498 MHz) | Factoría de Ficción         | DVB-T  | https://www.factoriadeficcion.com/               |
| MPE3                          | 24 UHF (498 MHz) | Divinity                    | DVB-T  | http://www.divinity.es/                          |
| MAUT_VAL                      | 25 UHF (506 MHz) | À Punt                      | DVB-T  | http://www.apuntmedia.es/                        |
| MAUT_VAL                      | 25 UHF (506 MHz) | La 8 Mediterráneo           | DVB-T  | https://www.laocho.tv/                           |
| MAUT_VAL                      | 25 UHF (506 MHz) | BOM Cine                    | DVB-T  | https://bomcine.com/                             |
| MAUT_VAL                      | 25 UHF (506 MHz) | À Punt FM                   | DVB-T  | http://www.apuntmedia.es/                        |
| RGE2                          | 31 UHF (554 MHz) | La 1 UHD                    | DVB-T  | https://www.rtve.es/television/                  |
| RGE2                          | 31 UHF (554 MHz) | Clan                        | DVB-T  | https://www.rtve.es/television/                  |
| RGE2                          | 31 UHF (554 MHz) | DKISS                       | DVB-T  | http://www.dkiss.es/                             |
| RGE2                          | 31 UHF (554 MHz) | RNE Radio Clásica HQ        | DVB-T  | http://www.rtve.es/radio/radiocalasica/          |
| RGE2                          | 31 UHF (554 MHz) | RNE Radio 3 HQ              | DVB-T  | http://www.rtve.es/radio/radio3/                 |
| RGE2                          | 31 UHF (554 MHz) | RNE Radio Exterior          | DVB-T  | http://www.rtve.es/radio/radio-exterior/         |
| RGE2                          | 31 UHF (554 MHz) | Kiss FM                     | DVB-T  | http://www.kissfm.es/                            |
| RGE2                          | 31 UHF (554 MHz) | HIT FM                      | DVB-T  | http://www.hitfm.es/                             |
| RGE2                          | 31 UHF (554 MHz) | esRadio                     | DVB-T  | https://esradio.libertaddigital.com/             |
| RGE2                          | 31 UHF (554 MHz) | SER                         | DVB-T  | http://www.cadenaser.com/                        |
| RGE2                          | 31 UHF (554 MHz) | Los 40                      | DVB-T  | http://www.los40.com/                            |
| RGE2                          | 31 UHF (554 MHz) | Cadena Dial                 | DVB-T  | http://www.cadenadial.com/                       |
| MPE5                          | 32 UHF (562 MHz) | Atreseries                  | DVB-T  | http://atreseries.atresmedia.com/                |
| MPE5                          | 32 UHF (562 MHz) | Be Mad                      | DVB-T  | http://www.bemad.es/                             |
| MPE5                          | 32 UHF (562 MHz) | Realmadrid TV               | DVB-T  | https://www.realmadrid.com/real-madrid-tv        |
| MPE5                          | 32 UHF (562 MHz) | TEN                         | DVB-T  | https://tentv.es/                                |
| MPE5                          | 32 UHF (562 MHz) | Los 40 Classic              | DVB-T  | https://los40.com/los40_classic                  |
| MPE5                          | 32 UHF (562 MHz) | Los 40 Urban                | DVB-T  | https://los40.com/los40_urban                    |
| MPE5                          | 32 UHF (562 MHz) | Radiolé                     | DVB-T  | https://www.radiole.com/                         |
| Proves 4K                     | 34 UHF (578 MHz) | La 1 UHD                    | DVB-T2 | https://www.rtve.es/television/                  |
| Proves 4K                     | 34 UHF (578 MHz) | UHD 2                       | DVB-T2 | https://www.uhdspain.com/                        |
| Proves 4K                     | 34 UHF (578 MHz) | RNE para todos              | DVB-T2 | http://www.rne.es/                               |
| MPE4                          | 36 UHF (594 MHz) | Boing                       | DVB-T  | http://www.boing.es/                             |
| MPE4                          | 36 UHF (594 MHz) | Energy                      | DVB-T  | http://www.energytv.es/                          |
| MPE4                          | 36 UHF (594 MHz) | Mega                        | DVB-T  | https://mega.atresmedia.com/                     |
| MPE4                          | 36 UHF (594 MHz) | TRECE                       | DVB-T  | http://www.trecetv.es/                           |
| MPE4                          | 36 UHF (594 MHz) | Onda Cero                   | DVB-T  | http://www.ondacero.es/                          |
| MPE4                          | 36 UHF (594 MHz) | Europa FM                   | DVB-T  | http://www.europafm.com/                         |
| MPE4                          | 36 UHF (594 MHz) | Melodía FM                  | DVB-T  | http://www.melodia-fm.com/                       |
| MPE4                          | 36 UHF (594 MHz) | COPE                        | DVB-T  | http://www.cope.es/                              |
| MPE4                          | 36 UHF (594 MHz) | Rock FM                     | DVB-T  | https://www.rockfm.fm/                           |
| MPE1                          | 42 UHF (642 MHz) | Veo 7                       | DVB-T  | http://www.veo7.com/                             |
| MPE1                          | 42 UHF (642 MHz) | DMAX                        | DVB-T  | https://dmax.marca.com/                          |
| MPE1                          | 42 UHF (642 MHz) | Squirrel                    | DVB-T  | https://squirreltv.es/                           |
| MPE1                          | 42 UHF (642 MHz) | Paramount Network           | DVB-T  | http://www.paramountchannel.es/                  |
| MPE1                          | 42 UHF (642 MHz) | Cadena 100                  | DVB-T  | http://www.cadena100.es/                         |
| MPE1                          | 42 UHF (642 MHz) | Radio María                 | DVB-T  | http://www.radiomaria.es/                        |
| MPE1                          | 42 UHF (642 MHz) | Radio Marca                 | DVB-T  | http://www.radiomarca.com/                       |
| MPE1                          | 42 UHF (642 MHz) | BOM Radio                   | DVB-T  | https://www.bomradio.com/                        |

#### Ràdio
| Canal d'emissió | Servicis                         | Senyal | Web                                     |
| --------------- | -------------------------------- | ------ | --------------------------------------- |
| 88,6 MHz        | RNE Radio Clásica                | FM     | https://www.rtve.es/radio/radioclasica/ |
| 99,7 MHz        | RNE Radio 3                      | FM     | https://www.rtve.es/radio/radio3/       |
| 103,0 MHz       | À Punt FM                        | FM     | http://www.apuntmedia.es/               |
| 104,8 MHz       | RNE Radio Nacional País Valencià | FM     | https://www.rtve.es/radio/              |

### Alcoi / Preventori
Comarca: Alcoià
Cota: 735 m
Cobertura: Alcoià

#### Televisió
| Xarxa múltiplex | Canal d'emissió  | Servicis                    | Senyal | Web                                       |
| --------------- | ---------------- | --------------------------- | ------ | ----------------------------------------- |
| REG1 VAL        | 22 UHF (482 MHz) | La 1 País Valencià          | DVB-T  | https://www.rtve.es/television/           |
| REG1 VAL        | 22 UHF (482 MHz) | La 2                        | DVB-T  | https://www.rtve.es/television/           |
| REG1 VAL        | 22 UHF (482 MHz) | 24h                         | DVB-T  | https://www.rtve.es/television/           |
| REG1 VAL        | 22 UHF (482 MHz) | Teledeporte                 | DVB-T  | https://www.rtve.es/television/           |
| REG1 VAL        | 22 UHF (482 MHz) | RNE Radio Nacional València | DVB-T  | http://www.rne.es/                        |
| REG1 VAL        | 22 UHF (482 MHz) | RNE Radio 5 València        | DVB-T  | http://www.rtve.es/radio/radio5/          |
| MPE2            | 23 UHF (490 MHz) | Antena 3                    | DVB-T  | http://www.antena3.com/                   |
| MPE2            | 23 UHF (490 MHz) | La Sexta                    | DVB-T  | http://www.lasexta.com/                   |
| MPE2            | 23 UHF (490 MHz) | Neox                        | DVB-T  | http://www.antena3.com/neox/              |
| MPE2            | 23 UHF (490 MHz) | Nova                        | DVB-T  | http://www.antena3.com/nova/              |
| MPE3            | 24 UHF (498 MHz) | Telecinco                   | DVB-T  | http://www.telecinco.es/                  |
| MPE3            | 24 UHF (498 MHz) | Cuatro                      | DVB-T  | http://www.cuatro.com/                    |
| MPE3            | 24 UHF (498 MHz) | Factoría de Ficción         | DVB-T  | https://www.factoriadeficcion.com/        |
| MPE3            | 24 UHF (498 MHz) | Divinity                    | DVB-T  | http://www.divinity.es/                   |
| MAUT_VAL        | 25 UHF (506 MHz) | À Punt                      | DVB-T  | http://www.apuntmedia.es/                 |
| MAUT_VAL        | 25 UHF (506 MHz) | La 8 Mediterráneo           | DVB-T  | https://www.laocho.tv/                    |
| MAUT_VAL        | 25 UHF (506 MHz) | BOM Cine                    | DVB-T  | https://www.bomcine.com/                  |
| MAUT_VAL        | 25 UHF (506 MHz) | À Punt FM                   | DVB-T  | http://www.apuntmedia.es/                 |
| RGE2            | 31 UHF (554 MHz) | La 1 UHD                    | DVB-T  | https://www.rtve.es/television/           |
| RGE2            | 31 UHF (554 MHz) | Clan                        | DVB-T  | https://www.rtve.es/television/           |
| RGE2            | 31 UHF (554 MHz) | DKISS                       | DVB-T  | http://www.dkiss.es/                      |
| RGE2            | 31 UHF (554 MHz) | RNE Radio Clásica HQ        | DVB-T  | http://www.rtve.es/radio/radiocalasica/   |
| RGE2            | 31 UHF (554 MHz) | RNE Radio 3 HQ              | DVB-T  | http://www.rtve.es/radio/radio3/          |
| RGE2            | 31 UHF (554 MHz) | RNE Radio Exterior          | DVB-T  | http://www.rtve.es/radio/radio-exterior/  |
| RGE2            | 31 UHF (554 MHz) | Kiss FM                     | DVB-T  | http://www.kissfm.es/                     |
| RGE2            | 31 UHF (554 MHz) | HIT FM                      | DVB-T  | http://www.hitfm.es/                      |
| RGE2            | 31 UHF (554 MHz) | esRadio                     | DVB-T  | https://esradio.libertaddigital.com/      |
| RGE2            | 31 UHF (554 MHz) | SER                         | DVB-T  | https://www.cadenaser.com/                |
| RGE2            | 31 UHF (554 MHz) | Los 40                      | DVB-T  | https://los40.com/                        |
| RGE2            | 31 UHF (554 MHz) | Cadena Dial                 | DVB-T  | https://www.cadenadial.com/               |
| MPE5            | 32 UHF (562 MHz) | Atreseries                  | DVB-T  | http://atreseries.atresmedia.com/         |
| MPE5            | 32 UHF (562 MHz) | Be Mad                      | DVB-T  | http://www.bemad.es/                      |
| MPE5            | 32 UHF (562 MHz) | Realmadrid TV               | DVB-T  | https://www.realmadrid.com/real-madrid-tv |
| MPE5            | 32 UHF (562 MHz) | TEN                         | DVB-T  | https://www.tentv.es/                     |
| MPE5            | 32 UHF (562 MHz) | Los 40 Classic              | DVB-T  | https://los40.com/los40_classic           |
| MPE5            | 32 UHF (562 MHz) | Los 40 Urban                | DVB-T  | https://los40.com/los40_urban             |
| MPE5            | 32 UHF (562 MHz) | Radiolé                     | DVB-T  | https://www.radiole.com/                  |
| MPE4            | 36 UHF (594 MHz) | Boing                       | DVB-T  | http://www.boing.es/                      |
| MPE4            | 36 UHF (594 MHz) | Energy                      | DVB-T  | http://www.energytv.es/                   |
| MPE4            | 36 UHF (594 MHz) | Mega                        | DVB-T  | https://mega.atresmedia.com/              |
| MPE4            | 36 UHF (594 MHz) | TRECE                       | DVB-T  | http://www.trecetv.es/                    |
| MPE4            | 36 UHF (594 MHz) | Onda Cero                   | DVB-T  | http://www.ondacero.es/                   |
| MPE4            | 36 UHF (594 MHz) | Europa FM                   | DVB-T  | http://www.europafm.com/                  |
| MPE4            | 36 UHF (594 MHz) | Melodía FM                  | DVB-T  | http://www.melodia-fm.com/                |
| MPE4            | 36 UHF (594 MHz) | COPE                        | DVB-T  | http://www.cope.es/                       |
| MPE4            | 36 UHF (594 MHz) | Rock FM                     | DVB-T  | https://www.rockfm.fm/                    |
| MPE1            | 42 UHF (642 MHz) | Veo 7                       | DVB-T  | http://www.veo7.com/                      |
| MPE1            | 42 UHF (642 MHz) | DMAX                        | DVB-T  | https://dmax.marca.com/                   |
| MPE1            | 42 UHF (642 MHz) | Squirrel                    | DVB-T  | https://squirreltv.es/                    |
| MPE1            | 42 UHF (642 MHz) | Paramount Network           | DVB-T  | http://www.paramountchannel.es/           |
| MPE1            | 42 UHF (642 MHz) | Cadena 100                  | DVB-T  | http://www.cadena100.es/                  |
| MPE1            | 42 UHF (642 MHz) | Radio María                 | DVB-T  | http://www.radiomaria.es/                 |
| MPE1            | 42 UHF (642 MHz) | Radio Marca                 | DVB-T  | http://www.radiomarca.com/                |
| MPE1            | 42 UHF (642 MHz) | BOM Radio                   | DVB-T  | https://www.bomradio.com/                 |
| TL01A Alcoi     | 48 UHF (690 MHz) | tvA                         | DVB-T  | https://www.tv-a.es/                      |
| TL01A Alcoi     | 48 UHF (690 MHz) | Intercomarcal TV            | DVB-T  | https://www.intercomarcal.com/            |

#### Ràdio
| Canal d'emissió | Servicis                         | Senyal | Web                                     |
| --------------- | -------------------------------- | ------ | --------------------------------------- |
| 88,0 MHz        | Melodía FM                       | FM     | https://www.melodia-fm.com/             |
| 89,6 MHz        | COPE Alcoi                       | FM     | https://www.copealcoy.es/               |
| 91,1 MHz        | RNE Radio 3                      | FM     | http://www.rtve.es/radio/radio3/        |
| 92,3 MHz        | RNE Radio Clásica                | FM     | http://www.rtve.es/radio/radiocalasica/ |
| 93,0 MHz        | Melodía FM                       | FM     | https://www.melodia-fm.com/             |
| 94,4 MHz        | Onda Cero Alcoi                  | FM     | https://www.ondacero.es/                |
| 95,0 MHz        | Cadena Dial                      | FM     | https://www.cadenadial.com/             |
| 95,8 MHz        | RNE Radio Nacional País Valencià | FM     | http://www.rne.es/                      |
| 96,3 MHz        | Los 40                           | FM     | https://los40.com/                      |
| 96,9 MHz        | Radio María                      | FM     | https://radiomaria.es/                  |
| 97,2 MHz        | Europa FM                        | FM     | https://www.europafm.com/               |
| 98,1 MHz        | Kiss FM                          | FM     | https://www.kissfm.es/                  |
| 98,7 MHz        | À Punt FM                        | FM     | http://www.apuntmedia.es/               |
| 100,8 MHz       | SER Ràdio Alcoi                  | FM     | http://www.radioalcoy.com/              |
| 104,4 MHz       | Radio 7 Alcoi                    | FM     | https://www.radio7alcoy.com/            |
| 105,3 MHz       | Latinos FM                       | FM     | https://www.latinosfmlevante.es/        |
| 105,9 MHz       | RNE Radio 5 Alacant              | FM     | http://www.rtve.es/radio/radio5/        |
| 107,6 MHz       | Ràdio Aktiva                     | FM     |                                         |

### Serra de la Carrasqueta / Pou del Surdo
Comarca: Alacantí
Cota: 1130 m
Cobertura: Alcoià, Alacantí, Marina Baixa i el Comtat

#### Ràdio
| Canal d'emissió | Servicis      | Senyal | Web                |
| --------------- | ------------- | ------ | ------------------ |
| 106,1 MHz       | Onda 15 Radio | FM     | https://onda15.es/ |

### Alacant / El Benacantil / Castell de Santa Bàrbara
Comarca: Alacantí
Cota: 167 m 
Cobertura: Alacantí

#### Televisió
| Xarxa múltiplex | Canal d'emissió  | Servicis                    | Senyal | Web                                              |
| --------------- | ---------------- | --------------------------- | ------ | ------------------------------------------------ |
| TL02A Alacant   | 21 UHF (474 MHz) | Alacantí TV                 | DVB-T  | https://alacantitv.com/                          |
| TL02A Alacant   | 21 UHF (474 MHz) | Información TV              | DVB-T  | https://www.informacion.es/videos/informaciontv/ |
| TL02A Alacant   | 21 UHF (474 MHz) | Intercomarcal TV            | DVB-T  | https://www.intercomarcal.com/                   |
| TL02A Alacant   | 21 UHF (474 MHz) | DoceTV                      | DVB-T  | https://www.12tv.es/                             |
| RGE1 VAL        | 22 UHF (482 MHz) | La 1 País Valencià          | DVB-T  | https://www.rtve.es/television/                  |
| RGE1 VAL        | 22 UHF (482 MHz) | La 2                        | DVB-T  | https://www.rtve.es/television/                  |
| RGE1 VAL        | 22 UHF (482 MHz) | 24h                         | DVB-T  | https://www.rtve.es/television/                  |
| RGE1 VAL        | 22 UHF (482 MHz) | Teledeporte                 | DVB-T  | https://www.rtve.es/television/                  |
| RGE1 VAL        | 22 UHF (482 MHz) | RNE Radio Nacional València | DVB-T  | http://www.rne.es/                               |
| RGE1 VAL        | 22 UHF (482 MHz) | RNE Radio 5 València        | DVB-T  | http://www.rtve.es/radio/radio5/                 |
| MPE2            | 23 UHF (490 MHz) | Antena 3                    | DVB-T  | http://www.antena3.com/                          |
| MPE2            | 23 UHF (490 MHz) | La Sexta                    | DVB-T  | http://www.lasexta.com/                          |
| MPE2            | 23 UHF (490 MHz) | Neox                        | DVB-T  | http://www.antena3.com/neox/                     |
| MPE2            | 23 UHF (490 MHz) | Nova                        | DVB-T  | http://www.antena3.com/nova/                     |
| MPE3            | 24 UHF (498 MHz) | Telecinco                   | DVB-T  | http://www.telecinco.es/                         |
| MPE3            | 24 UHF (498 MHz) | Cuatro                      | DVB-T  | http://www.cuatro.com/                           |
| MPE3            | 24 UHF (498 MHz) | Factoría de Ficción         | DVB-T  | https://www.factoriadeficcion.com/               |
| MPE3            | 24 UHF (498 MHz) | Divinity                    | DVB-T  | https://www.divinity.es/                         |
| MAUT_VAL        | 25 UHF (506 MHz) | À Punt                      | DVB-T  | http://www.apuntmedia.es/                        |
| MAUT_VAL        | 25 UHF (506 MHz) | La 8 Mediterráneo           | DVB-T  | https://www.laocho.tv/                           |
| MAUT_VAL        | 25 UHF (506 MHz) | BOM Cine                    | DVB-T  | https://bomcine.com/                             |
| MAUT_VAL        | 25 UHF (506 MHz) | À Punt FM                   | DVB-T  | http://www.apuntmedia.es/                        |
| RGE2            | 31 UHF (554 MHz) | La 1 UHD                    | DVB-T  | https://www.rtve.es/television/                  |
| RGE2            | 31 UHF (554 MHz) | Clan                        | DVB-T  | https://www.rtve.es/television/                  |
| RGE2            | 31 UHF (554 MHz) | DKISS                       | DVB-T  | http://www.dkiss.es/                             |
| RGE2            | 31 UHF (554 MHz) | RNE Radio Clásica HQ        | DVB-T  | http://www.rtve.es/radio/radiocalasica/          |
| RGE2            | 31 UHF (554 MHz) | RNE Radio 3 HQ              | DVB-T  | http://www.rtve.es/radio/radio3/                 |
| RGE2            | 31 UHF (554 MHz) | RNE Radio Exterior          | DVB-T  | http://www.rtve.es/radio/radio-exterior/         |
| RGE2            | 31 UHF (554 MHz) | Kiss FM                     | DVB-T  | http://www.kissfm.es/                            |
| RGE2            | 31 UHF (554 MHz) | HIT FM                      | DVB-T  | http://www.hitfm.es/                             |
| RGE2            | 31 UHF (554 MHz) | esRadio                     | DVB-T  | https://esradio.libertaddigital.com/             |
| RGE2            | 31 UHF (554 MHz) | SER                         | DVB-T  | http://www.cadenaser.com/                        |
| RGE2            | 31 UHF (554 MHz) | Los 40                      | DVB-T  | http://www.los40.com/                            |
| RGE2            | 31 UHF (554 MHz) | Cadena Dial                 | DVB-T  | http://www.cadenadial.com/                       |
| MPE5            | 32 UHF (562 MHz) | Atreseries                  | DVB-T  | http://atreseries.atresmedia.com/                |
| MPE5            | 32 UHF (562 MHz) | Be Mad                      | DVB-T  | http://www.bemad.es/                             |
| MPE5            | 32 UHF (562 MHz) | Realmadrid TV               | DVB-T  | https://www.realmadrid.com/real-madrid-tv        |
| MPE5            | 32 UHF (562 MHz) | TEN                         | DVB-T  | https://www.tentv.es/                            |
| MPE5            | 32 UHF (562 MHz) | Los 40 Classic              | DVB-T  | https://los40.com/los40_classic                  |
| MPE5            | 32 UHF (562 MHz) | Los 40 Urban                | DVB-T  | https://los40.com/los40_urban                    |
| MPE5            | 32 UHF (562 MHz) | Radiolé                     | DVB-T  | https://www.radiole.com/                         |
| MPE4            | 36 UHF (594 MHz) | Boing                       | DVB-T  | http://www.boing.es/                             |
| MPE4            | 36 UHF (594 MHz) | Energy                      | DVB-T  | http://www.energytv.es/                          |
| MPE4            | 36 UHF (594 MHz) | Mega                        | DVB-T  | https://mega.atresmedia.com/                     |
| MPE4            | 36 UHF (594 MHz) | TRECE                       | DVB-T  | http://www.trecetv.es/                           |
| MPE4            | 36 UHF (594 MHz) | Onda Cero                   | DVB-T  | http://www.ondacero.es/                          |
| MPE4            | 36 UHF (594 MHz) | Europa FM                   | DVB-T  | http://www.europafm.com/                         |
| MPE4            | 36 UHF (594 MHz) | Melodía FM                  | DVB-T  | http://www.melodia-fm.com/                       |
| MPE4            | 36 UHF (594 MHz) | COPE                        | DVB-T  | http://www.cope.es/                              |
| MPE4            | 36 UHF (594 MHz) | Rock FM                     | DVB-T  | https://www.rockfm.fm/                           |
| MPE1            | 42 UHF (642 MHz) | Veo 7                       | DVB-T  | http://www.veo7.com/                             |
| MPE1            | 42 UHF (642 MHz) | DMAX                        | DVB-T  | https://dmax.marca.com/                          |
| MPE1            | 42 UHF (642 MHz) | Squirrel                    | DVB-T  | https://squirreltv.es/                           |
| MPE1            | 42 UHF (642 MHz) | Paramount Network           | DVB-T  | http://www.paramountchannel.es/                  |
| MPE1            | 42 UHF (642 MHz) | Cadena 100                  | DVB-T  | http://www.cadena100.es/                         |
| MPE1            | 42 UHF (642 MHz) | Radio María                 | DVB-T  | http://www.radiomaria.es/                        |
| MPE1            | 42 UHF (642 MHz) | Radio Marca                 | DVB-T  | http://www.radiomarca.com/                       |
| MPE1            | 42 UHF (642 MHz) | BOM Radio                   | DVB-T  | https://www.bomradio.com/                        |

#### Ràdio FM
| Canal d'emissió | Servicis          | Senyal | Web                                                     |
| --------------- | ----------------- | ------ | ------------------------------------------------------- |
| 87,5 MHz        | Terreta Ràdio     | FM     | https://terretaradio.es/                                |
| 88,0 MHz        | Onda 15 Radio     | FM     | https://onda15.es/                                      |
| 88,2 MHz        | Esencia FM        | FM     | https://www.emisorasmusicales.net/emisoras/esencia-fm/  |
| 90,4 MHz        | MDT Radio         | FM     | https://mdtradio.com/                                   |
| 90,7 MHz        | Bikini FM         | FM     | https://www.emisorasmusicales.net/emisoras/bikini-fm/   |
| 92,0 MHz        | Radio Vida        | FM     | https://vidartv.com/                                    |
| 96,1 MHz        | Radio Solidaria   | FM     | https://radiosolidaria.com/                             |
| 96,5 MHz        | À Punt FM         | FM     | https://www.apuntmedia.es/                              |
| 96,8 MHz        | Éxito Radio       | FM     | https://exitoradio.es/                                  |
| 97,4 MHz        | Radio Marca       | FM     | http://www.radiomarca.com/                              |
| 98,1 MHz        | Rock FM           | FM     | https://www.rockfm.fm/                                  |
| 98,4 MHz        | Vida FM           | FM     |                                                         |
| 98,6 MHz        | Latina FM Radio   | FM     | https://latinafmradio.com/                              |
| 102,5 MHz       | Sol Latino        | FM     | https://www.emisorasmusicales.net/emisoras/sol-latino/  |
| 103,2 MHz       | Loca FM           | FM     | https://www.locafm.com/                                 |
| 106,0 MHz       | Onda 15 Radio     | FM     | https://onda15.es/                                      |
| 106,5 MHz       | Onda Cero Alacant | FM     | https://www.ondacero.es/                                |
| 107,0 MHz       | La Flamenca       | FM     | https://www.emisorasmusicales.net/emisoras/la-flamenca/ |
| 107,4 MHz       | esRadio           | FM     | https://esradio.libertaddigital.com/                    |

#### Ràdio DAB i DAB+
| Xarxa múltiplex | Canal d'emissió   | Serveis            | Senyal | Web                                     |
| --------------- | ----------------- | ------------------ | ------ | --------------------------------------- |
| MF1 Test        | 10A (209,936 MHz) | RNE Radio Nacional | DAB+   | https://www.rtve.es/radio/              |
| MF1 Test        | 10A (209,936 MHz) | RNE Radio Clásica  | DAB+   | https://www.rtve.es/radio/radioclasica/ |
| MF1 Test        | 10A (209,936 MHz) | RNE Radio 3        | DAB+   | https://www.rtve.es/radio/radio3/       |
| MF1 Test        | 10A (209,936 MHz) | RNE Radio 5        | DAB+   | https://www.rtve.es/radio/radio5/       |

### Alacant / El Tossal / Castell de Sant Ferran
Comarca: Alacantí
Cota: 88 m 
Cobertura: Alacantí

#### Ràdio
| Canal d'emissió | Servicis                         | Senyal | Web                                     |
| --------------- | -------------------------------- | ------ | --------------------------------------- |
| 89,2 MHz        | Kiss FM                          | FM     | https://www.kissfm.es/                  |
| 89,6 MHz        | COPE Alacant                     | FM     | https://www.cope.es/                    |
| 90,0 MHz        | Los 40 Classic                   | FM     | https://los40.com/los40_classic/        |
| 91,0 MHz        | Los 40 Alacant                   | FM     | https://los40.com/                      |
| 91,7 MHz        | SER Ràdio Alacant                | FM     | https://cadenaser.com/radio-alicante/   |
| 93,2 MHz        | Cadena Dial                      | FM     | https://www.cadenadial.com/             |
| 93,9 MHz        | Europa FM                        | FM     | https://www.europafm.com/               |
| 95,6 MHz        | Cadena 100                       | FM     | https://www.cadena100.es/               |
| 97,1 MHz        | RNE Radio 3                      | FM     | https://www.rtve.es/radio/radio3/       |
| 99,4 MHz        | RNE Radio Clásica                | FM     | https://www.rtve.es/radio/radioclasica/ |
| 101,0 MHz       | Radio María                      | FM     | https://radiomaria.es/                  |
| 103,6 MHz       | RNE Radio 5 Alacant              | FM     | https://www.rtve.es/play/radio/radio-5/ |
| 105,2 MHz       | RNE Radio Nacional País Valencià | FM     | https://www.rtve.es/radio/              |

### L'Alfàs del Pi / Serra Gelada / Alt del Governador
Comarca: Marina Baixa
Cota: 435 m
Cobertura: Marina Baixa

#### Televisió
| Xarxa múltiplex | Canal d'emissió  | Servicis                    | Senyal | Web                                              |
| --------------- | ---------------- | --------------------------- | ------ | ------------------------------------------------ |
| RGE1 VAL        | 22 UHF (482 MHz) | La 1 País Valencià          | DVB-T  | https://www.rtve.es/television/                  |
| RGE1 VAL        | 22 UHF (482 MHz) | La 2                        | DVB-T  | https://www.rtve.es/television/                  |
| RGE1 VAL        | 22 UHF (482 MHz) | 24h                         | DVB-T  | https://www.rtve.es/television/                  |
| RGE1 VAL        | 22 UHF (482 MHz) | Teledeporte                 | DVB-T  | https://www.rtve.es/television/                  |
| RGE1 VAL        | 22 UHF (482 MHz) | RNE Radio Nacional València | DVB-T  | http://www.rne.es/                               |
| RGE1 VAL        | 22 UHF (482 MHz) | RNE Radio 5 València        | DVB-T  | http://www.rtve.es/radio/radio5/                 |
| MPE2            | 23 UHF (490 MHz) | Antena 3                    | DVB-T  | http://www.antena3.com/                          |
| MPE2            | 23 UHF (490 MHz) | La Sexta                    | DVB-T  | http://www.lasexta.com/                          |
| MPE2            | 23 UHF (490 MHz) | Neox                        | DVB-T  | http://www.antena3.com/neox/                     |
| MPE2            | 23 UHF (490 MHz) | Nova                        | DVB-T  | http://www.antena3.com/nova/                     |
| MPE3            | 24 UHF (498 MHz) | Telecinco                   | DVB-T  | http://www.telecinco.es/                         |
| MPE3            | 24 UHF (498 MHz) | Cuatro                      | DVB-T  | http://www.cuatro.com/                           |
| MPE3            | 24 UHF (498 MHz) | Factoría de Ficción         | DVB-T  | https://www.factoriadeficcion.com/               |
| MPE3            | 24 UHF (498 MHz) | Divinity                    | DVB-T  | https://www.divinity.es/                         |
| MAUT_VAL        | 25 UHF (506 MHz) | À Punt                      | DVB-T  | http://www.apuntmedia.es/                        |
| MAUT_VAL        | 25 UHF (506 MHz) | La 8 Mediterráneo           | DVB-T  | https://www.laocho.tv/                           |
| MAUT_VAL        | 25 UHF (506 MHz) | BOM Cine                    | DVB-T  | https://bomcine.com/                             |
| MAUT_VAL        | 25 UHF (506 MHz) | À Punt FM                   | DVB-T  | http://www.apuntmedia.es/                        |
| TL03A Benidorm  | 27 UHF (522 MHz) | Información TV              | DVB-T  | https://www.informacion.es/videos/informaciontv/ |
| TL03A Benidorm  | 27 UHF (522 MHz) | 8 La Marina Televisión      | DVB-T  | https://8lamarinatv.com/                         |
| TL03A Benidorm  | 27 UHF (522 MHz) | Les Marines TV              | DVB-T  |                                                  |
| RGE2            | 31 UHF (554 MHz) | La 1 UHD                    | DVB-T  | https://www.rtve.es/television/                  |
| RGE2            | 31 UHF (554 MHz) | Clan                        | DVB-T  | https://www.rtve.es/television/                  |
| RGE2            | 31 UHF (554 MHz) | DKISS                       | DVB-T  | http://www.dkiss.es/                             |
| RGE2            | 31 UHF (554 MHz) | RNE Radio Clásica HQ        | DVB-T  | http://www.rtve.es/radio/radiocalasica/          |
| RGE2            | 31 UHF (554 MHz) | RNE Radio 3 HQ              | DVB-T  | http://www.rtve.es/radio/radio3/                 |
| RGE2            | 31 UHF (554 MHz) | RNE Radio Exterior          | DVB-T  | http://www.rtve.es/radio/radio-exterior/         |
| RGE2            | 31 UHF (554 MHz) | Kiss FM                     | DVB-T  | http://www.kissfm.es/                            |
| RGE2            | 31 UHF (554 MHz) | HIT FM                      | DVB-T  | http://www.hitfm.es/                             |
| RGE2            | 31 UHF (554 MHz) | esRadio                     | DVB-T  | https://esradio.libertaddigital.com/             |
| RGE2            | 31 UHF (554 MHz) | SER                         | DVB-T  | http://www.cadenaser.com/                        |
| RGE2            | 31 UHF (554 MHz) | Los 40                      | DVB-T  | http://www.los40.com/                            |
| RGE2            | 31 UHF (554 MHz) | Cadena Dial                 | DVB-T  | http://www.cadenadial.com/                       |
| MPE5            | 32 UHF (562 MHz) | Atreseries                  | DVB-T  | http://atreseries.atresmedia.com/                |
| MPE5            | 32 UHF (562 MHz) | Be Mad                      | DVB-T  | http://www.bemad.es/                             |
| MPE5            | 32 UHF (562 MHz) | Realmadrid TV               | DVB-T  | https://www.realmadrid.com/real-madrid-tv        |
| MPE5            | 32 UHF (562 MHz) | TEN                         | DVB-T  | https://www.tentv.es/                            |
| MPE5            | 32 UHF (562 MHz) | Los 40 Classic              | DVB-T  | https://los40.com/los40_classic                  |
| MPE5            | 32 UHF (562 MHz) | Los 40 Urban                | DVB-T  | https://los40.com/los40_urban                    |
| MPE5            | 32 UHF (562 MHz) | Radiolé                     | DVB-T  | https://www.radiole.com/                         |
| MPE4            | 36 UHF (594 MHz) | Boing                       | DVB-T  | http://www.boing.es/                             |
| MPE4            | 36 UHF (594 MHz) | Energy                      | DVB-T  | http://www.energytv.es/                          |
| MPE4            | 36 UHF (594 MHz) | Mega                        | DVB-T  | https://mega.atresmedia.com/                     |
| MPE4            | 36 UHF (594 MHz) | TRECE                       | DVB-T  | http://www.trecetv.es/                           |
| MPE4            | 36 UHF (594 MHz) | Onda Cero                   | DVB-T  | http://www.ondacero.es/                          |
| MPE4            | 36 UHF (594 MHz) | Europa FM                   | DVB-T  | http://www.europafm.com/                         |
| MPE4            | 36 UHF (594 MHz) | Melodía FM                  | DVB-T  | http://www.melodia-fm.com/                       |
| MPE4            | 36 UHF (594 MHz) | COPE                        | DVB-T  | http://www.cope.es/                              |
| MPE4            | 36 UHF (594 MHz) | Rock FM                     | DVB-T  | https://www.rockfm.fm/                           |
| MPE1            | 42 UHF (642 MHz) | Veo 7                       | DVB-T  | http://www.veo7.com/                             |
| MPE1            | 42 UHF (642 MHz) | DMAX                        | DVB-T  | https://dmax.marca.com/                          |
| MPE1            | 42 UHF (642 MHz) | Squirrel                    | DVB-T  | https://squirreltv.es/                           |
| MPE1            | 42 UHF (642 MHz) | Paramount Network           | DVB-T  | http://www.paramountchannel.es/                  |
| MPE1            | 42 UHF (642 MHz) | Cadena 100                  | DVB-T  | http://www.cadena100.es/                         |
| MPE1            | 42 UHF (642 MHz) | Radio María                 | DVB-T  | http://www.radiomaria.es/                        |
| MPE1            | 42 UHF (642 MHz) | Radio Marca                 | DVB-T  | http://www.radiomarca.com/                       |
| MPE1            | 42 UHF (642 MHz) | BOM Radio                   | DVB-T  | https://www.bomradio.com/                        |

#### Ràdio
| Canal d'emissió | Servicis                         | Senyal | Web                                     |
| --------------- | -------------------------------- | ------ | --------------------------------------- |
| 87,6 MHz        | RNE Radio Nacional País Valencià | FM     | http://www.rne.es/                      |
| 94,6 MHz        | Onda Cero Marina Baixa           | FM     | https://www.ondacero.es/                |
| 97,8 MHz        | RNE Radio Clásica                | FM     | https://www.rtve.es/radio/radioclasica/ |
| 101,0 MHz       | Radio María                      | FM     | https://radiomaria.es/                  |
| 101,2 MHz       | À Punt FM                        | FM     | http://www.apuntmedia.es/               |
| 102,1 MHz       | RNE Radio 3                      | FM     | https://www.rtve.es/radio/radio3/       |
| 107,9 MHz       | Ràdio l'Alfàs                    | FM     |                                         |

### Benidorm / Serra Gelada / La Creu
Comarca: Marina Baixa
Cota: 206 m
Cobertura: Marina Baixa

#### Ràdio
| Canal d'emissió | Servicis                   | Senyal | Web                                               |
| --------------- | -------------------------- | ------ | ------------------------------------------------- |
| 88,2 MHz        | Costa Blanca Radio         | FM     | https://costablancaradio.nl/                      |
| 88,9 MHz        | White Coast Radio          | FM     | https://www.whitecoastfm.com/                     |
| 89,4 MHz        | Bay Radio                  | FM     | https://www.bayradio.fm/                          |
| 90,1 MHz        | Soul Wave                  | FM     |                                                   |
| 91,4 MHz        | Cadena Dial                | FM     | https://www.cadenadial.com/                       |
| 91,9 MHz        | Radio Solidaria            | FM     | https://radiosolidaria.com/                       |
| 92,7 MHz        | Xtra FM Costa Blanca       | FM     | https://xtrafm.es/                                |
| 93,0 MHz        | Cadena 100                 | FM     | https://www.cadena100.es/                         |
| 93,9 MHz        | Europa FM                  | FM     | https://www.europafm.com/                         |
| 95,0 MHz        | Onda Cero Marina Baixa     | FM     | https://www.ondacero.es/                          |
| 97,0 MHz        | Fresh Radio                | FM     | https://fresh.freshradiospain.com/                |
| 98,9 MHz        | COPE Benidorm Radio Sirena | FM     | https://radiosirena.es/                           |
| 99,9 MHz        | Non Stop Music             | FM     |                                                   |
| 100,3 MHz       | Los 40 Benidorm            | FM     | https://los40.com/                                |
| 100,6 MHz       | Onda Benidorm              | FM     | https://benidorm.org/es/comunicacion/ondabenidorm |
| 102,7 MHz       | Litoral FM                 | FM     | https://radiolitoral.com/                         |
| 103,8 MHz       | SER Ràdio Benidorm         | FM     | https://cadenaser.com/radio-benidorm/             |
| 104,1 MHz       | Leo Radio                  | FM     | https://leoradiofm.com/es                         |
| 106,8 MHz       | Radio Radio Network        | FM     | https://radioradio.es/                            |

### Benitatxell / Puig de la Llorença
Comarca: Marina Alta
Cota: 440 m
Cobertura: Marina Alta

#### Televisió
| Xarxa múltiplex | Canal d'emissió  | Servicis                    | Senyal | Web                                       |
| --------------- | ---------------- | --------------------------- | ------ | ----------------------------------------- |
| RGE1 VAL        | 22 UHF (482 MHz) | La 1 País Valencià          | DVB-T  | https://www.rtve.es/television/           |
| RGE1 VAL        | 22 UHF (482 MHz) | La 2                        | DVB-T  | https://www.rtve.es/television/           |
| RGE1 VAL        | 22 UHF (482 MHz) | 24h                         | DVB-T  | https://www.rtve.es/television/           |
| RGE1 VAL        | 22 UHF (482 MHz) | Teledeporte                 | DVB-T  | https://www.rtve.es/television/           |
| RGE1 VAL        | 22 UHF (482 MHz) | RNE Radio Nacional València | DVB-T  | http://www.rne.es/                        |
| RGE1 VAL        | 22 UHF (482 MHz) | RNE Radio 5 València        | DVB-T  | http://www.rtve.es/radio/radio5/          |
| MPE2            | 23 UHF (490 MHz) | Antena 3                    | DVB-T  | http://www.antena3.com/                   |
| MPE2            | 23 UHF (490 MHz) | La Sexta                    | DVB-T  | http://www.lasexta.com/                   |
| MPE2            | 23 UHF (490 MHz) | Neox                        | DVB-T  | http://www.antena3.com/neox/              |
| MPE2            | 23 UHF (490 MHz) | Nova                        | DVB-T  | http://www.antena3.com/nova/              |
| MPE3            | 24 UHF (498 MHz) | Telecinco                   | DVB-T  | http://www.telecinco.es/                  |
| MPE3            | 24 UHF (498 MHz) | Cuatro                      | DVB-T  | http://www.cuatro.com/                    |
| MPE3            | 24 UHF (498 MHz) | Factoría de Ficción         | DVB-T  | https://www.factoriadeficcion.com/        |
| MPE3            | 24 UHF (498 MHz) | Divinity                    | DVB-T  | https://www.divinity.es/                  |
| MAUT_VAL        | 25 UHF (506 MHz) | À Punt                      | DVB-T  | http://www.apuntmedia.es/                 |
| MAUT_VAL        | 25 UHF (506 MHz) | La 8 Mediterráneo           | DVB-T  | https://www.laocho.tv/                    |
| MAUT_VAL        | 25 UHF (506 MHz) | BOM Cine                    | DVB-T  | https://bomcine.com/                      |
| MAUT_VAL        | 25 UHF (506 MHz) | À Punt FM                   | DVB-T  | http://www.apuntmedia.es/                 |
| RGE2            | 31 UHF (554 MHz) | La 1 UHD                    | DVB-T  | https://www.rtve.es/television/           |
| RGE2            | 31 UHF (554 MHz) | Clan                        | DVB-T  | https://www.rtve.es/television/           |
| RGE2            | 31 UHF (554 MHz) | DKISS                       | DVB-T  | http://www.dkiss.es/                      |
| RGE2            | 31 UHF (554 MHz) | RNE Radio Clásica HQ        | DVB-T  | http://www.rtve.es/radio/radiocalasica/   |
| RGE2            | 31 UHF (554 MHz) | RNE Radio 3 HQ              | DVB-T  | http://www.rtve.es/radio/radio3/          |
| RGE2            | 31 UHF (554 MHz) | RNE Radio Exterior          | DVB-T  | http://www.rtve.es/radio/radio-exterior/  |
| RGE2            | 31 UHF (554 MHz) | Kiss FM                     | DVB-T  | http://www.kissfm.es/                     |
| RGE2            | 31 UHF (554 MHz) | HIT FM                      | DVB-T  | http://www.hitfm.es/                      |
| RGE2            | 31 UHF (554 MHz) | esRadio                     | DVB-T  | https://esradio.libertaddigital.com/      |
| RGE2            | 31 UHF (554 MHz) | SER                         | DVB-T  | http://www.cadenaser.com/                 |
| RGE2            | 31 UHF (554 MHz) | Los 40                      | DVB-T  | http://www.los40.com/                     |
| RGE2            | 31 UHF (554 MHz) | Cadena Dial                 | DVB-T  | http://www.cadenadial.com/                |
| MPE5            | 32 UHF (562 MHz) | Atreseries                  | DVB-T  | http://atreseries.atresmedia.com/         |
| MPE5            | 32 UHF (562 MHz) | Be Mad                      | DVB-T  | http://www.bemad.es/                      |
| MPE5            | 32 UHF (562 MHz) | Realmadrid TV               | DVB-T  | https://www.realmadrid.com/real-madrid-tv |
| MPE5            | 32 UHF (562 MHz) | TEN                         | DVB-T  | https://www.tentv.es/                     |
| MPE5            | 32 UHF (562 MHz) | Los 40 Classic              | DVB-T  | https://los40.com/los40_classic           |
| MPE5            | 32 UHF (562 MHz) | Los 40 Urban                | DVB-T  | https://los40.com/los40_urban             |
| MPE5            | 32 UHF (562 MHz) | Radiolé                     | DVB-T  | https://www.radiole.com/                  |
| MPE4            | 36 UHF (594 MHz) | Boing                       | DVB-T  | http://www.boing.es/                      |
| MPE4            | 36 UHF (594 MHz) | Energy                      | DVB-T  | http://www.energytv.es/                   |
| MPE4            | 36 UHF (594 MHz) | Mega                        | DVB-T  | https://mega.atresmedia.com/              |
| MPE4            | 36 UHF (594 MHz) | TRECE                       | DVB-T  | http://www.trecetv.es/                    |
| MPE4            | 36 UHF (594 MHz) | Onda Cero                   | DVB-T  | http://www.ondacero.es/                   |
| MPE4            | 36 UHF (594 MHz) | Europa FM                   | DVB-T  | http://www.europafm.com/                  |
| MPE4            | 36 UHF (594 MHz) | Melodía FM                  | DVB-T  | http://www.melodia-fm.com/                |
| MPE4            | 36 UHF (594 MHz) | COPE                        | DVB-T  | http://www.cope.es/                       |
| MPE4            | 36 UHF (594 MHz) | Rock FM                     | DVB-T  | https://www.rockfm.fm/                    |
| MPE1            | 42 UHF (642 MHz) | Veo 7                       | DVB-T  | http://www.veo7.com/                      |
| MPE1            | 42 UHF (642 MHz) | DMAX                        | DVB-T  | https://dmax.marca.com/                   |
| MPE1            | 42 UHF (642 MHz) | Squirrel                    | DVB-T  | https://squirreltv.es/                    |
| MPE1            | 42 UHF (642 MHz) | Paramount Network           | DVB-T  | http://www.paramountchannel.es/           |
| MPE1            | 42 UHF (642 MHz) | Cadena 100                  | DVB-T  | http://www.cadena100.es/                  |
| MPE1            | 42 UHF (642 MHz) | Radio María                 | DVB-T  | http://www.radiomaria.es/                 |
| MPE1            | 42 UHF (642 MHz) | Radio Marca                 | DVB-T  | http://www.radiomarca.com/                |
| MPE1            | 42 UHF (642 MHz) | BOM Radio                   | DVB-T  | https://www.bomradio.com/                 |
| TL04A Dénia     | 47 UHF (682 MHz) | Comarcal TV                 | DVB-T  | https://comarcal.tv/                      |
| TL04A Dénia     | 47 UHF (682 MHz) | Les Marines TV              | DVB-T  |                                           |

#### Ràdio
| Canal d'emissió | Servicis                   | Senyal | Web                                                     |
| --------------- | -------------------------- | ------ | ------------------------------------------------------- |
| 87,8 MHz        | Comboi                     | FM     | https://www.emisorasmusicales.net/emisoras/comboi/      |
| 88,0 MHz        | Polska FM                  | FM     |                                                         |
| 88,4 MHz        | Xtra FM Costa Blanca       | FM     | https://xtrafm.es/                                      |
| 89,8 MHz        | COPE Benidorm Ràdio Sirena | FM     | https://radiosirena.es/                                 |
| 90,2 MHz        | Spectrum FM                | FM     | https://spectrumfm.net/                                 |
| 91,8 MHz        | Hot FM Gold                | FM     | https://www.hotfm.fm/hotfm-gold                         |
| 92,0 MHz        | Activa FM                  | FM     | https://www.emisorasmusicales.net/emisoras/activa-fm/   |
| 92,8 MHz        | Dénia FM                   | FM     | https://marinaalta.es/tag/denia-fm/                     |
| 93,2 MHz        | Gold FM                    | FM     | https://www.emisorasmusicales.net/emisoras/gold-fm/     |
| 93,5 MHz        | À Punt FM                  | FM     | http://www.apuntmedia.es/                               |
| 94,1 MHz        | BR2 Pure Gold Radio        | FM     | https://www.bigradiospain.com/br2puregoldradio/         |
| 95,3 MHz        | RockStar                   | FM     | https://www.emisorasmusicales.net/emisoras/rockstar/    |
| 96,3 MHz        | Litoral Oro                | FM     | https://radiolitoral.com/                               |
| 97,6 MHz        | Costa Blanca Radio         | FM     | https://costablancaradio.nl/                            |
| 98,2 MHz        | La Mega                    | FM     |                                                         |
| 98,5 MHz        | Bay Radio                  | FM     | https://www.bayradio.fm/                                |
| 98,7 MHz        | Joow FM                    | FM     | https://www.joowfm.es/                                  |
| 100,3 MHz       | Radio Hallo                | FM     | https://www.emisorasmusicales.net/emisoras/radio-hallo/ |
| 100,6 MHz       | MuyBuena                   | FM     | https://www.emisorasmusicales.net/emisoras/muybuena/    |
| 100,8 MHz       | SER Ràdio Benidorm         | FM     | https://cadenaser.com/radio-benidorm/                   |
| 101,6 MHz       | La Flamenca                | FM     | https://www.emisorasmusicales.net/emisoras/la-flamenca/ |
| 104,6 MHz       | Bikini FM                  | FM     | https://www.emisorasmusicales.net/emisoras/bikini-fm/   |
| 105,4 MHz       | La Indie                   | FM     | https://www.emisorasmusicales.net/emisoras/la-indie/    |
| 105,7 MHz       | Activa FM                  | FM     | https://www.emisorasmusicales.net/emisoras/activa-fm/   |
| 106,8 MHz       | Ràdio Calp                 | FM     | https://www.emisorasmusicales.net/emisoras/radio-calp/  |
| 107,6 MHz       | La X                       | FM     |                                                         |

### Elda / Serra del Sit / Els Xaparrals
Comarca: Vinalopó Mitjà
Cota: 990 m
Cobertura: Vinalopó Mitjà

#### Televisió
| Xarxa múltiplex | Canal d'emissió  | Servicis                    | Senyal | Web                                              |
| --------------- | ---------------- | --------------------------- | ------ | ------------------------------------------------ |
| RGE1 VAL        | 22 UHF (482 MHz) | La 1 País Valencià          | DVB-T  | https://www.rtve.es/television/                  |
| RGE1 VAL        | 22 UHF (482 MHz) | La 2                        | DVB-T  | https://www.rtve.es/television/                  |
| RGE1 VAL        | 22 UHF (482 MHz) | 24h                         | DVB-T  | https://www.rtve.es/television/                  |
| RGE1 VAL        | 22 UHF (482 MHz) | Teledeporte                 | DVB-T  | https://www.rtve.es/television/                  |
| RGE1 VAL        | 22 UHF (482 MHz) | RNE Radio Nacional València | DVB-T  | http://www.rne.es/                               |
| RGE1 VAL        | 22 UHF (482 MHz) | RNE Radio 5 València        | DVB-T  | http://www.rtve.es/radio/radio5/                 |
| MPE2            | 23 UHF (490 MHz) | Antena 3                    | DVB-T  | http://www.antena3.com/                          |
| MPE2            | 23 UHF (490 MHz) | La Sexta                    | DVB-T  | http://www.lasexta.com/                          |
| MPE2            | 23 UHF (490 MHz) | Neox                        | DVB-T  | http://www.antena3.com/neox/                     |
| MPE2            | 23 UHF (490 MHz) | Nova                        | DVB-T  | http://www.antena3.com/nova/                     |
| MPE3            | 24 UHF (498 MHz) | Telecinco                   | DVB-T  | http://www.telecinco.es/                         |
| MPE3            | 24 UHF (498 MHz) | Cuatro                      | DVB-T  | http://www.cuatro.com/                           |
| MPE3            | 24 UHF (498 MHz) | Factoría de Ficción         | DVB-T  | https://www.factoriadeficcion.com/               |
| MPE3            | 24 UHF (498 MHz) | Divinity                    | DVB-T  | https://www.divinity.es/                         |
| MAUT_VAL        | 25 UHF (506 MHz) | À Punt                      | DVB-T  | http://www.apuntmedia.es/                        |
| MAUT_VAL        | 25 UHF (506 MHz) | La 8 Mediterráneo           | DVB-T  | https://www.laocho.tv/                           |
| MAUT_VAL        | 25 UHF (506 MHz) | BOM Cine                    | DVB-T  | https://bomcine.com/                             |
| MAUT_VAL        | 25 UHF (506 MHz) | À Punt FM                   | DVB-T  | http://www.apuntmedia.es/                        |
| TL06A Elda      | 30 UHF (546 MHz) | Une Vinalopó                | DVB-T  | https://www.unevinalopo.es/                      |
| TL06A Elda      | 30 UHF (546 MHz) | Intercomarcal TV            | DVB-T  | https://www.intercomarcal.com/                   |
| TL06A Elda      | 30 UHF (546 MHz) | Información TV              | DVB-T  | https://www.informacion.es/videos/informaciontv/ |
| RGE2            | 31 UHF (554 MHz) | La 1 UHD                    | DVB-T  | https://www.rtve.es/television/                  |
| RGE2            | 31 UHF (554 MHz) | Clan                        | DVB-T  | https://www.rtve.es/television/                  |
| RGE2            | 31 UHF (554 MHz) | DKISS                       | DVB-T  | http://www.dkiss.es/                             |
| RGE2            | 31 UHF (554 MHz) | RNE Radio Clásica HQ        | DVB-T  | http://www.rtve.es/radio/radiocalasica/          |
| RGE2            | 31 UHF (554 MHz) | RNE Radio 3 HQ              | DVB-T  | http://www.rtve.es/radio/radio3/                 |
| RGE2            | 31 UHF (554 MHz) | RNE Radio Exterior          | DVB-T  | http://www.rtve.es/radio/radio-exterior/         |
| RGE2            | 31 UHF (554 MHz) | Kiss FM                     | DVB-T  | http://www.kissfm.es/                            |
| RGE2            | 31 UHF (554 MHz) | HIT FM                      | DVB-T  | http://www.hitfm.es/                             |
| RGE2            | 31 UHF (554 MHz) | esRadio                     | DVB-T  | https://esradio.libertaddigital.com/             |
| RGE2            | 31 UHF (554 MHz) | SER                         | DVB-T  | http://www.cadenaser.com/                        |
| RGE2            | 31 UHF (554 MHz) | Los 40                      | DVB-T  | http://www.los40.com/                            |
| RGE2            | 31 UHF (554 MHz) | Cadena Dial                 | DVB-T  | http://www.cadenadial.com/                       |
| MPE5            | 32 UHF (562 MHz) | Atreseries                  | DVB-T  | http://atreseries.atresmedia.com/                |
| MPE5            | 32 UHF (562 MHz) | Be Mad                      | DVB-T  | http://www.bemad.es/                             |
| MPE5            | 32 UHF (562 MHz) | Realmadrid TV               | DVB-T  | https://www.realmadrid.com/real-madrid-tv        |
| MPE5            | 32 UHF (562 MHz) | TEN                         | DVB-T  | https://www.tentv.es/                            |
| MPE5            | 32 UHF (562 MHz) | Los 40 Classic              | DVB-T  | https://los40.com/los40_classic                  |
| MPE5            | 32 UHF (562 MHz) | Los 40 Urban                | DVB-T  | https://los40.com/los40_urban                    |
| MPE5            | 32 UHF (562 MHz) | Radiolé                     | DVB-T  | https://www.radiole.com/                         |
| MPE4            | 36 UHF (594 MHz) | Boing                       | DVB-T  | http://www.boing.es/                             |
| MPE4            | 36 UHF (594 MHz) | Energy                      | DVB-T  | http://www.energytv.es/                          |
| MPE4            | 36 UHF (594 MHz) | Mega                        | DVB-T  | https://mega.atresmedia.com/                     |
| MPE4            | 36 UHF (594 MHz) | TRECE                       | DVB-T  | http://www.trecetv.es/                           |
| MPE4            | 36 UHF (594 MHz) | Onda Cero                   | DVB-T  | http://www.ondacero.es/                          |
| MPE4            | 36 UHF (594 MHz) | Europa FM                   | DVB-T  | http://www.europafm.com/                         |
| MPE4            | 36 UHF (594 MHz) | Melodía FM                  | DVB-T  | http://www.melodia-fm.com/                       |
| MPE4            | 36 UHF (594 MHz) | COPE                        | DVB-T  | http://www.cope.es/                              |
| MPE4            | 36 UHF (594 MHz) | Rock FM                     | DVB-T  | https://www.rockfm.fm/                           |
| MPE1            | 42 UHF (642 MHz) | Veo 7                       | DVB-T  | http://www.veo7.com/                             |
| MPE1            | 42 UHF (642 MHz) | DMAX                        | DVB-T  | https://dmax.marca.com/                          |
| MPE1            | 42 UHF (642 MHz) | Squirrel                    | DVB-T  | https://squirreltv.es/                           |
| MPE1            | 42 UHF (642 MHz) | Paramount Network           | DVB-T  | http://www.paramountchannel.es/                  |
| MPE1            | 42 UHF (642 MHz) | Cadena 100                  | DVB-T  | http://www.cadena100.es/                         |
| MPE1            | 42 UHF (642 MHz) | Radio María                 | DVB-T  | http://www.radiomaria.es/                        |
| MPE1            | 42 UHF (642 MHz) | Radio Marca                 | DVB-T  | http://www.radiomarca.com/                       |
| MPE1            | 42 UHF (642 MHz) | BOM Radio                   | DVB-T  | https://www.bomradio.com/                        |

#### Ràdio
| Canal d'emissió | Servicis                         | Senyal | Lloc web                                              |
| --------------- | -------------------------------- | ------ | ----------------------------------------------------- |
| 88,1 MHz        | RNE Radio Clásica                | FM     | https://www.rtve.es/radio/radioclasica/               |
| 89,6 MHz        | COPE                             | FM     | https://www.cope.es/                                  |
| 90,2 MHz        | SER Radio Elda                   | FM     | https://cadenaser.com/radio-elda/                     |
| 92,2 MHz        | MuyBuena                         | FM     | https://www.emisorasmusicales.net/emisoras/muybuena/  |
| 93,9 MHz        | RNE Radio Nacional País Valencià | FM     | http://www.rne.es/                                    |
| 96,2 MHz        | À Punt FM                        | FM     | http://www.apuntmedia.es/                             |
| 97,6 MHz        | RNE Radio 3                      | FM     | https://www.rtve.es/radio/radio3/                     |
| 99,5 MHz        | Radio UMH                        | FM     | https://radio.umh.es                                  |
| 100,5 MHz       | Los 40 Elda                      | FM     | https://los40.com/                                    |
| 102,0 MHz       | Onda Cero Elx                    | FM     | https://www.ondacero.es/                              |
| 102,8 MHz       | Radio María                      | FM     | https://radiomaria.es/                                |
| 103,4 MHz       | Radio Aspe                       | FM     | https://radioaspe.es/                                 |
| 105,1 MHz       | Activa FM                        | FM     | https://www.emisorasmusicales.net/emisoras/activa-fm/ |

### Villena / La Peñarrubia
Comarca: Alt Vinalopó
Cota: 929 m
Cobertura: Alt Vinalopó

#### Televisió
| Xarxa múltiplex | Canal d'emissió  | Servicis                    | Senyal | Web                                              |
| --------------- | ---------------- | --------------------------- | ------ | ------------------------------------------------ |
| RGE1 VAL        | 22 UHF (482 MHz) | La 1 País Valencià          | DVB-T  | https://www.rtve.es/television/                  |
| RGE1 VAL        | 22 UHF (482 MHz) | La 2                        | DVB-T  | https://www.rtve.es/television/                  |
| RGE1 VAL        | 22 UHF (482 MHz) | 24h                         | DVB-T  | https://www.rtve.es/television/                  |
| RGE1 VAL        | 22 UHF (482 MHz) | Teledeporte                 | DVB-T  | https://www.rtve.es/television/                  |
| RGE1 VAL        | 22 UHF (482 MHz) | RNE Radio Nacional València | DVB-T  | http://www.rne.es/                               |
| RGE1 VAL        | 22 UHF (482 MHz) | RNE Radio 5 València        | DVB-T  | http://www.rtve.es/radio/radio5/                 |
| MPE2            | 23 UHF (490 MHz) | Antena 3                    | DVB-T  | http://www.antena3.com/                          |
| MPE2            | 23 UHF (490 MHz) | La Sexta                    | DVB-T  | http://www.lasexta.com/                          |
| MPE2            | 23 UHF (490 MHz) | Neox                        | DVB-T  | http://www.antena3.com/neox/                     |
| MPE2            | 23 UHF (490 MHz) | Nova                        | DVB-T  | http://www.antena3.com/nova/                     |
| MPE3            | 24 UHF (498 MHz) | Telecinco                   | DVB-T  | http://www.telecinco.es/                         |
| MPE3            | 24 UHF (498 MHz) | Cuatro                      | DVB-T  | http://www.cuatro.com/                           |
| MPE3            | 24 UHF (498 MHz) | Factoría de Ficción         | DVB-T  | https://www.factoriadeficcion.com/               |
| MPE3            | 24 UHF (498 MHz) | Divinity                    | DVB-T  | https://www.divinity.es/                         |
| TL06A Elda      | 30 UHF (546 MHz) | Une Vinalopó                | DVB-T  | https://www.unevinalopo.es/                      |
| TL06A Elda      | 30 UHF (546 MHz) | Intercomarcal TV            | DVB-T  | https://www.intercomarcal.com/                   |
| TL06A Elda      | 30 UHF (546 MHz) | Información TV              | DVB-T  | https://www.informacion.es/videos/informaciontv/ |
| RGE2            | 31 UHF (554 MHz) | La 1 UHD                    | DVB-T  | https://www.rtve.es/television/                  |
| RGE2            | 31 UHF (554 MHz) | Clan                        | DVB-T  | https://www.rtve.es/television/                  |
| RGE2            | 31 UHF (554 MHz) | DKISS                       | DVB-T  | http://www.dkiss.es/                             |
| RGE2            | 31 UHF (554 MHz) | RNE Radio Clásica HQ        | DVB-T  | http://www.rtve.es/radio/radiocalasica/          |
| RGE2            | 31 UHF (554 MHz) | RNE Radio 3 HQ              | DVB-T  | http://www.rtve.es/radio/radio3/                 |
| RGE2            | 31 UHF (554 MHz) | RNE Radio Exterior          | DVB-T  | http://www.rtve.es/radio/radio-exterior/         |
| RGE2            | 31 UHF (554 MHz) | Kiss FM                     | DVB-T  | http://www.kissfm.es/                            |
| RGE2            | 31 UHF (554 MHz) | HIT FM                      | DVB-T  | http://www.hitfm.es/                             |
| RGE2            | 31 UHF (554 MHz) | esRadio                     | DVB-T  | https://esradio.libertaddigital.com/             |
| RGE2            | 31 UHF (554 MHz) | SER                         | DVB-T  | http://www.cadenaser.com/                        |
| RGE2            | 31 UHF (554 MHz) | Los 40                      | DVB-T  | http://www.los40.com/                            |
| RGE2            | 31 UHF (554 MHz) | Cadena Dial                 | DVB-T  | http://www.cadenadial.com/                       |
| MPE5            | 32 UHF (562 MHz) | Atreseries                  | DVB-T  | http://atreseries.atresmedia.com/                |
| MPE5            | 32 UHF (562 MHz) | Be Mad                      | DVB-T  | http://www.bemad.es/                             |
| MPE5            | 32 UHF (562 MHz) | Realmadrid TV               | DVB-T  | https://www.realmadrid.com/real-madrid-tv        |
| MPE5            | 32 UHF (562 MHz) | TEN                         | DVB-T  | https://www.tentv.es/                            |
| MPE5            | 32 UHF (562 MHz) | Los 40 Classic              | DVB-T  | https://los40.com/los40_classic                  |
| MPE5            | 32 UHF (562 MHz) | Los 40 Urban                | DVB-T  | https://los40.com/los40_urban                    |
| MPE5            | 32 UHF (562 MHz) | Radiolé                     | DVB-T  | https://www.radiole.com/                         |
| MPE4            | 36 UHF (594 MHz) | Boing                       | DVB-T  | http://www.boing.es/                             |
| MPE4            | 36 UHF (594 MHz) | Energy                      | DVB-T  | http://www.energytv.es/                          |
| MPE4            | 36 UHF (594 MHz) | Mega                        | DVB-T  | https://mega.atresmedia.com/                     |
| MPE4            | 36 UHF (594 MHz) | TRECE                       | DVB-T  | http://www.trecetv.es/                           |
| MPE4            | 36 UHF (594 MHz) | Onda Cero                   | DVB-T  | http://www.ondacero.es/                          |
| MPE4            | 36 UHF (594 MHz) | Europa FM                   | DVB-T  | http://www.europafm.com/                         |
| MPE4            | 36 UHF (594 MHz) | Melodía FM                  | DVB-T  | http://www.melodia-fm.com/                       |
| MPE4            | 36 UHF (594 MHz) | COPE                        | DVB-T  | http://www.cope.es/                              |
| MPE4            | 36 UHF (594 MHz) | Rock FM                     | DVB-T  | https://www.rockfm.fm/                           |
| MPE1            | 42 UHF (642 MHz) | Veo 7                       | DVB-T  | http://www.veo7.com/                             |
| MPE1            | 42 UHF (642 MHz) | DMAX                        | DVB-T  | https://dmax.marca.com/                          |
| MPE1            | 42 UHF (642 MHz) | Squirrel                    | DVB-T  | https://squirreltv.es/                           |
| MPE1            | 42 UHF (642 MHz) | Paramount Network           | DVB-T  | http://www.paramountchannel.es/                  |
| MPE1            | 42 UHF (642 MHz) | Cadena 100                  | DVB-T  | http://www.cadena100.es/                         |
| MPE1            | 42 UHF (642 MHz) | Radio María                 | DVB-T  | http://www.radiomaria.es/                        |
| MPE1            | 42 UHF (642 MHz) | Radio Marca                 | DVB-T  | http://www.radiomarca.com/                       |
| MPE1            | 42 UHF (642 MHz) | BOM Radio                   | DVB-T  | https://www.bomradio.com/                        |

#### Ràdio
| Canal d'emissió | Servicis                         | Senyal | Web                                     |
| --------------- | -------------------------------- | ------ | --------------------------------------- |
| 90,7 MHz        | RNE Radio Nacional País Valencià | FM     | http://www.rne.es/                      |
| 97,1 MHz        | RNE Radio Clásica                | FM     | http://www.rtve.es/radio/radiocalasica/ |
| 101,1 MHz       | RNE Radio 3                      | FM     | http://www.rtve.es/radio/radio3/        |
| 104,0 MHz       | Radio María                      | FM     | https://radiomaria.es/                  |

### Crevillent / Alts de Castro
Comarca: Baix Vinalopó
Cota: 360 m
Cobertura: Baix Vinalopó, Baix Segura

#### Televisió
| Xarxa múltiplex                              | Canal d'emissió  | Servicis                    | Senyal | Web                                          |
| -------------------------------------------- | ---------------- | --------------------------- | ------ | -------------------------------------------- |
| RGE1 VAL                                     | 22 UHF (482 MHz) | La 1 País Valencià          | DVB-T  | https://www.rtve.es/television/              |
| RGE1 VAL                                     | 22 UHF (482 MHz) | La 2                        | DVB-T  | https://www.rtve.es/television/              |
| RGE1 VAL                                     | 22 UHF (482 MHz) | 24h                         | DVB-T  | https://www.rtve.es/television/              |
| RGE1 VAL                                     | 22 UHF (482 MHz) | Teledeporte                 | DVB-T  | https://www.rtve.es/television/              |
| RGE1 VAL                                     | 22 UHF (482 MHz) | RNE Radio Nacional València | DVB-T  | http://www.rne.es/                           |
| RGE1 VAL                                     | 22 UHF (482 MHz) | RNE Radio 5 València        | DVB-T  | http://www.rtve.es/radio/radio5/             |
| MPE2                                         | 23 UHF (490 MHz) | Antena 3                    | DVB-T  | http://www.antena3.com/                      |
| MPE2                                         | 23 UHF (490 MHz) | La Sexta                    | DVB-T  | http://www.lasexta.com/                      |
| MPE2                                         | 23 UHF (490 MHz) | Neox                        | DVB-T  | http://www.antena3.com/neox/                 |
| MPE2                                         | 23 UHF (490 MHz) | Nova                        | DVB-T  | http://www.antena3.com/nova/                 |
| MPE3                                         | 24 UHF (498 MHz) | Telecinco                   | DVB-T  | http://www.telecinco.es/                     |
| MPE3                                         | 24 UHF (498 MHz) | Cuatro                      | DVB-T  | http://www.cuatro.com/                       |
| MPE3                                         | 24 UHF (498 MHz) | Factoría de Ficción         | DVB-T  | https://www.factoriadeficcion.com/           |
| MPE3                                         | 24 UHF (498 MHz) | Divinity                    | DVB-T  | https://www.divinity.es/                     |
| MAUT_VAL                                     | 25 UHF (506 MHz) | À Punt                      | DVB-T  | http://www.apuntmedia.es/                    |
| MAUT_VAL                                     | 25 UHF (506 MHz) | La 8 Mediterráneo           | DVB-T  | https://www.laocho.tv/                       |
| MAUT_VAL                                     | 25 UHF (506 MHz) | BOM Cine                    | DVB-T  | https://bomcine.com/                         |
| MAUT_VAL                                     | 25 UHF (506 MHz) | À Punt FM                   | DVB-T  | http://www.apuntmedia.es/                    |
| RGE2                                         | 31 UHF (554 MHz) | La 1 UHD                    | DVB-T  | https://www.rtve.es/television/              |
| RGE2                                         | 31 UHF (554 MHz) | Clan                        | DVB-T  | https://www.rtve.es/television/              |
| RGE2                                         | 31 UHF (554 MHz) | DKISS                       | DVB-T  | http://www.dkiss.es/                         |
| RGE2                                         | 31 UHF (554 MHz) | RNE Radio Clásica HQ        | DVB-T  | http://www.rtve.es/radio/radiocalasica/      |
| RGE2                                         | 31 UHF (554 MHz) | RNE Radio 3 HQ              | DVB-T  | http://www.rtve.es/radio/radio3/             |
| RGE2                                         | 31 UHF (554 MHz) | RNE Radio Exterior          | DVB-T  | http://www.rtve.es/radio/radio-exterior/     |
| RGE2                                         | 31 UHF (554 MHz) | Kiss FM                     | DVB-T  | http://www.kissfm.es/                        |
| RGE2                                         | 31 UHF (554 MHz) | HIT FM                      | DVB-T  | http://www.hitfm.es/                         |
| RGE2                                         | 31 UHF (554 MHz) | esRadio                     | DVB-T  | https://esradio.libertaddigital.com/         |
| RGE2                                         | 31 UHF (554 MHz) | SER                         | DVB-T  | http://www.cadenaser.com/                    |
| RGE2                                         | 31 UHF (554 MHz) | Los 40                      | DVB-T  | http://www.los40.com/                        |
| RGE2                                         | 31 UHF (554 MHz) | Cadena Dial                 | DVB-T  | http://www.cadenadial.com/                   |
| MPE5                                         | 32 UHF (562 MHz) | Atreseries                  | DVB-T  | http://atreseries.atresmedia.com/            |
| MPE5                                         | 32 UHF (562 MHz) | Be Mad                      | DVB-T  | http://www.bemad.es/                         |
| MPE5                                         | 32 UHF (562 MHz) | Realmadrid TV               | DVB-T  | https://www.realmadrid.com/real-madrid-tv    |
| MPE5                                         | 32 UHF (562 MHz) | TEN                         | DVB-T  | https://www.tentv.es/                        |
| MPE5                                         | 32 UHF (562 MHz) | Los 40 Classic              | DVB-T  | https://los40.com/los40_classic              |
| MPE5                                         | 32 UHF (562 MHz) | Los 40 Urban                | DVB-T  | https://los40.com/los40_urban                |
| MPE5                                         | 32 UHF (562 MHz) | Radiolé                     | DVB-T  | https://www.radiole.com/                     |
| MPE4                                         | 36 UHF (594 MHz) | Boing                       | DVB-T  | http://www.boing.es/                         |
| MPE4                                         | 36 UHF (594 MHz) | Energy                      | DVB-T  | http://www.energytv.es/                      |
| MPE4                                         | 36 UHF (594 MHz) | Mega                        | DVB-T  | https://mega.atresmedia.com/                 |
| MPE4                                         | 36 UHF (594 MHz) | TRECE                       | DVB-T  | http://www.trecetv.es/                       |
| MPE4                                         | 36 UHF (594 MHz) | Onda Cero                   | DVB-T  | http://www.ondacero.es/                      |
| MPE4                                         | 36 UHF (594 MHz) | Europa FM                   | DVB-T  | http://www.europafm.com/                     |
| MPE4                                         | 36 UHF (594 MHz) | Melodía FM                  | DVB-T  | http://www.melodia-fm.com/                   |
| MPE4                                         | 36 UHF (594 MHz) | COPE                        | DVB-T  | http://www.cope.es/                          |
| MPE4                                         | 36 UHF (594 MHz) | Rock FM                     | DVB-T  | https://www.rockfm.fm/                       |
| MPE1                                         | 42 UHF (642 MHz) | Veo 7                       | DVB-T  | http://www.veo7.com/                         |
| MPE1                                         | 42 UHF (642 MHz) | DMAX                        | DVB-T  | https://dmax.marca.com/                      |
| MPE1                                         | 42 UHF (642 MHz) | Squirrel                    | DVB-T  | https://squirreltv.es/                       |
| MPE1                                         | 42 UHF (642 MHz) | Paramount Network           | DVB-T  | http://www.paramountchannel.es/              |
| MPE1                                         | 42 UHF (642 MHz) | Cadena 100                  | DVB-T  | http://www.cadena100.es/                     |
| MPE1                                         | 42 UHF (642 MHz) | Radio María                 | DVB-T  | http://www.radiomaria.es/                    |
| MPE1                                         | 42 UHF (642 MHz) | Radio Marca                 | DVB-T  | http://www.radiomarca.com/                   |
| MPE1                                         | 42 UHF (642 MHz) | BOM Radio                   | DVB-T  | https://www.bomradio.com/                    |
| TL07A Orihuela-Torrevieja (dir. Baix Segura) | 46 UHF (674 MHz) | Vega Baja TV                | DVB-T  | https://www.televisionvegabaja.es/           |
| TL07A Orihuela-Torrevieja (dir. Baix Segura) | 46 UHF (674 MHz) | Radio Vega Baja             | DVB-T  | https://www.televisionvegabaja.es/tvb-radio/ |

#### Ràdio FM
| Canal d'emissió | Servicis              | Senyal | Web                                                     |
| --------------- | --------------------- | ------ | ------------------------------------------------------- |
| 91,5 MHz        | Radio María           | FM     | https://radiomaria.es/                                  |
| 92,8 MHz        | Europa FM Alacant-Elx | FM     | https://www.europafm.com/                               |
| 93,3 MHz        | Cadena 100 Elx        | FM     | https://www.cadena100.es/                               |
| 97,0 MHz        | La Flamenca           | FM     | https://www.emisorasmusicales.net/emisoras/la-flamenca/ |
| 98,4 MHz        | À Punt FM             | FM     | https://www.apuntmedia.es/                              |
| 100,8 MHz       | COPE Elx              | FM     | https://www.cope.es/                                    |

#### Ràdio DAB i DAB+
| Xarxa múltiplex | Canal d'emissió  | Servicis               | Senyal | Web                       |
| --------------- | ---------------- | ---------------------- | ------ | ------------------------- |
| Ibertel HolaDAB | 8C (199,360 MHz) | BOM Radio              | DAB+   | https://www.bomradio.com/ |
| Ibertel HolaDAB | 8C (199,360 MHz) | Radio DJ International | DAB+   |                           |
| Ibertel HolaDAB | 8C (199,360 MHz) | EDM Radio              | DAB+   |                           |
| Ibertel HolaDAB | 8C (199,360 MHz) | Flow Radio             | DAB+   |                           |
| Ibertel HolaDAB | 8C (199,360 MHz) | Fresh Radio            | DAB+   |                           |
| Ibertel HolaDAB | 8C (199,360 MHz) | Gozadera FM            | DAB+   |                           |
| Ibertel HolaDAB | 8C (199,360 MHz) | Gran Vía Radio         | DAB+   |                           |
| Ibertel HolaDAB | 8C (199,360 MHz) | Hits 1 Radio           | DAB+   |                           |
| Ibertel HolaDAB | 8C (199,360 MHz) | House Radio            | DAB+   |                           |
| Ibertel HolaDAB | 8C (199,360 MHz) | Informa Radio          | DAB+   |                           |
| Ibertel HolaDAB | 8C (199,360 MHz) | JFK Ibiza Radio        | DAB+   |                           |
| Ibertel HolaDAB | 8C (199,360 MHz) | La Fresca FM           | DAB+   |                           |
| Ibertel HolaDAB | 8C (199,360 MHz) | La Kalle               | DAB+   |                           |
| Ibertel HolaDAB | 8C (199,360 MHz) | La Urban Radio         | DAB+   |                           |
| Ibertel HolaDAB | 8C (199,360 MHz) | Le Bon Mix Radio       | DAB+   |                           |
| Ibertel HolaDAB | 8C (199,360 MHz) | Nostalgia FM           | DAB+   |                           |
| Ibertel HolaDAB | 8C (199,360 MHz) | Oniria Radio           | DAB+   |                           |
| Ibertel HolaDAB | 8C (199,360 MHz) | Pepe Radio             | DAB+   |                           |

## Castelló de la Plana

### Alt del Bartolo / Desert de les Palmes
Comarca: Plana Alta
Cota: 730 m
Cobertura: Plana Alta, Plana Baixa, Alcalatén i Alt Millars

#### Televisió
| Xarxa múltiplex | Canal d'emissió  | Servicis                    | Senyal | Web                                       |
| --------------- | ---------------- | --------------------------- | ------ | ----------------------------------------- |
| RGE2            | 21 UHF (474 MHz) | La 1 UHD                    | DVB-T  | https://www.rtve.es/television/           |
| RGE2            | 21 UHF (474 MHz) | Clan                        | DVB-T  | https://www.rtve.es/television/           |
| RGE2            | 21 UHF (474 MHz) | DKISS                       | DVB-T  | http://www.dkiss.es/                      |
| RGE2            | 21 UHF (474 MHz) | RNE Radio Clásica HQ        | DVB-T  | http://www.rtve.es/radio/radiocalasica/   |
| RGE2            | 21 UHF (474 MHz) | RNE Radio 3 HQ              | DVB-T  | http://www.rtve.es/radio/radio3/          |
| RGE2            | 21 UHF (474 MHz) | RNE Radio Exterior          | DVB-T  | http://www.rtve.es/radio/radio-exterior/  |
| RGE2            | 21 UHF (474 MHz) | Kiss FM                     | DVB-T  | http://www.kissfm.es/                     |
| RGE2            | 21 UHF (474 MHz) | HIT FM                      | DVB-T  | http://www.hitfm.es/                      |
| RGE2            | 21 UHF (474 MHz) | esRadio                     | DVB-T  | https://esradio.libertaddigital.com/      |
| RGE2            | 21 UHF (474 MHz) | SER                         | DVB-T  | http://www.cadenaser.com/                 |
| RGE2            | 21 UHF (474 MHz) | Los 40                      | DVB-T  | http://www.los40.com/                     |
| RGE2            | 21 UHF (474 MHz) | Cadena Dial                 | DVB-T  | http://www.cadenadial.com/                |
| RGE1 VAL        | 22 UHF (482 MHz) | La 1 País Valencià          | DVB-T  | https://www.rtve.es/television/           |
| RGE1 VAL        | 22 UHF (482 MHz) | La 2                        | DVB-T  | https://www.rtve.es/television/           |
| RGE1 VAL        | 22 UHF (482 MHz) | 24h                         | DVB-T  | https://www.rtve.es/television/           |
| RGE1 VAL        | 22 UHF (482 MHz) | Teledeporte                 | DVB-T  | https://www.rtve.es/television/           |
| RGE1 VAL        | 22 UHF (482 MHz) | RNE Radio Nacional València | DVB-T  | http://www.rne.es/                        |
| RGE1 VAL        | 22 UHF (482 MHz) | RNE Radio 5 València        | DVB-T  | http://www.rtve.es/radio/radio5/          |
| MPE5            | 25 UHF (506 MHz) | Atreseries                  | DVB-T  | http://atreseries.atresmedia.com/         |
| MPE5            | 25 UHF (506 MHz) | Be Mad                      | DVB-T  | http://www.bemad.es/                      |
| MPE5            | 25 UHF (506 MHz) | Realmadrid TV               | DVB-T  | https://www.realmadrid.com/real-madrid-tv |
| MPE5            | 25 UHF (506 MHz) | TEN                         | DVB-T  | https://www.tentv.es/                     |
| MPE5            | 25 UHF (506 MHz) | Los 40 Classic              | DVB-T  | https://los40.com/los40_classic           |
| MPE5            | 25 UHF (506 MHz) | Los 40 Urban                | DVB-T  | https://los40.com/los40_urban             |
| MPE5            | 25 UHF (506 MHz) | Radiolé                     | DVB-T  | https://www.radiole.com/                  |
| MPE3            | 35 UHF (586 MHz) | Telecinco                   | DVB-T  | http://www.telecinco.es/                  |
| MPE3            | 35 UHF (586 MHz) | Cuatro                      | DVB-T  | http://www.cuatro.com/                    |
| MPE3            | 35 UHF (586 MHz) | Factoría de Ficción         | DVB-T  | https://www.factoriadeficcion.com/        |
| MPE3            | 35 UHF (586 MHz) | Divinity                    | DVB-T  | https://www.divinity.es/                  |
| MAUT_VAL        | 38 UHF (610 MHz) | À Punt                      | DVB-T  | http://www.apuntmedia.es/                 |
| MAUT_VAL        | 38 UHF (610 MHz) | La 8 Mediterráneo           | DVB-T  | https://www.laocho.tv/                    |
| MAUT_VAL        | 38 UHF (610 MHz) | BOM Cine                    | DVB-T  | https://bomcine.com/                      |
| MAUT_VAL        | 38 UHF (610 MHz) | À Punt FM                   | DVB-T  | http://www.apuntmedia.es/                 |
| Proves 4K       | 39 UHF (618 MHz) | La 1 UHD                    | DVB-T2 | https://www.rtve.es/television/           |
| Proves 4K       | 39 UHF (618 MHz) | UHD 2                       | DVB-T2 | https://www.uhdspain.com/                 |
| Proves 4K       | 39 UHF (618 MHz) | RNE para todos              | DVB-T2 | http://www.rne.es/                        |
| MPE2            | 40 UHF (626 MHz) | Antena 3                    | DVB-T  | http://www.antena3.com/                   |
| MPE2            | 40 UHF (626 MHz) | La Sexta                    | DVB-T  | http://www.lasexta.com/                   |
| MPE2            | 40 UHF (626 MHz) | Neox                        | DVB-T  | http://www.antena3.com/neox/              |
| MPE2            | 40 UHF (626 MHz) | Nova                        | DVB-T  | http://www.antena3.com/nova/              |
| TL01CS Castelló | 42 UHF (642 MHz) | TVCS Mediterráneo           | DVB-T  | https://www.tvcs.tv/                      |
| TL01CS Castelló | 42 UHF (642 MHz) | Medi TV                     | DVB-T  | https://www.meditv.tv/                    |
| TL01CS Castelló | 42 UHF (642 MHz) | Teve4                       | DVB-T  | https://teve4.com/                        |
| TL01CS Castelló | 42 UHF (642 MHz) | Veteve                      | DVB-T  | https://veteve.es/                        |
| MPE1            | 46 UHF (674 MHz) | Veo 7                       | DVB-T  | http://www.veo7.com/                      |
| MPE1            | 46 UHF (674 MHz) | DMAX                        | DVB-T  | https://dmax.marca.com/                   |
| MPE1            | 46 UHF (674 MHz) | Squirrel                    | DVB-T  | https://squirreltv.es/                    |
| MPE1            | 46 UHF (674 MHz) | Paramount Network           | DVB-T  | http://www.paramountchannel.es/           |
| MPE1            | 46 UHF (674 MHz) | Cadena 100                  | DVB-T  | http://www.cadena100.es/                  |
| MPE1            | 46 UHF (674 MHz) | Radio María                 | DVB-T  | http://www.radiomaria.es/                 |
| MPE1            | 46 UHF (674 MHz) | Radio Marca                 | DVB-T  | http://www.radiomarca.com/                |
| MPE1            | 46 UHF (674 MHz) | BOM Radio                   | DVB-T  | https://www.bomradio.com/                 |
| MPE4            | 48 UHF (590 MHz) | Boing                       | DVB-T  | http://www.boing.es/                      |
| MPE4            | 48 UHF (590 MHz) | Energy                      | DVB-T  | http://www.energytv.es/                   |
| MPE4            | 48 UHF (590 MHz) | Mega                        | DVB-T  | https://mega.atresmedia.com/              |
| MPE4            | 48 UHF (590 MHz) | TRECE                       | DVB-T  | http://www.trecetv.es/                    |
| MPE4            | 48 UHF (590 MHz) | Onda Cero                   | DVB-T  | http://www.ondacero.es/                   |
| MPE4            | 48 UHF (590 MHz) | Europa FM                   | DVB-T  | http://www.europafm.com/                  |
| MPE4            | 48 UHF (590 MHz) | Melodía FM                  | DVB-T  | http://www.melodia-fm.com/                |
| MPE4            | 48 UHF (590 MHz) | COPE                        | DVB-T  | http://www.cope.es/                       |
| MPE4            | 48 UHF (590 MHz) | Rock FM                     | DVB-T  | https://www.rockfm.fm/                    |

#### Ràdio
| Canal d'emissió | Serveis                          | Senyal | Web                                                   |
| --------------- | -------------------------------- | ------ | ----------------------------------------------------- |
| 87,7 MHz        | Radio el Buen Pastor             | FM     |                                                       |
| 88,4 MHz        | Radio Solidaria                  | FM     | https://radiosolidaria.com/                           |
| 88,7 MHz        | Onda Cero Castelló               | FM     | https://www.ondacero.es/                              |
| 89,3 MHz        | RNE Radio Nacional País Valencià | FM     | https://www.rtve.es/radio/                            |
| 90,0 MHz        | Flux Radio                       | FM     | https://radioflux.es/                                 |
| 90,3 MHz        | RNE Radio Clásica                | FM     | https://www.rtve.es/radio/radioclasica/               |
| 90,6 MHz        | COPE Castelló                    | FM     | https://www.cope.es/                                  |
| 91,2 MHz        | SER Ràdio Castelló               | FM     | https://cadenaser.com/radio-castellon/                |
| 91,7 MHz        | Cadena 100                       | FM     | https://www.cadena100.es/                             |
| 92,2 MHz        | Ràdio Vila-real                  | FM     | http://www.radiovila-real.es/                         |
| 92,5 MHz        | esRadio Ràdio Voramar            | FM     | https://esradio.libertaddigital.com/                  |
| 92,8 MHz        | RNE Radio 3                      | FM     | https://www.rtve.es/radio/radio3/                     |
| 94,0 MHz        | Vida FM                          | FM     |                                                       |
| 94,4 MHz        | Remember Radio                   | FM     | https://radioremember.es/                             |
| 94,8 MHz        | Los 40 Castelló                  | FM     | https://los40.com/                                    |
| 95,5 MHz        | RNE Radio 5 Castelló             | FM     | https://www.rtve.es/radio/radio-5/                    |
| 95,9 MHz        | Remember The Music FM            | FM     | https://rememberthemusicfm.com/                       |
| 96,4 MHz        | PequeRadio                       | FM     | https://www.pequeradio.es/                            |
| 97,1 MHz        | Cadena Dial                      | FM     | https://www.cadenadial.com/                           |
| 98,6 MHz        | Activa FM                        | FM     | https://www.emisorasmusicales.net/emisoras/activa-fm/ |
| 99,2 MHz        | Onda Cero Vila-Real              | FM     | https://www.ondacero.es/                              |
| 100,5 MHz       | Futura Latina                    | FM     | http://futuralatina.com/                              |
| 100,8 MHz       | Europa FM                        | FM     | https://www.europafm.com/                             |
| 101,9 MHz       | MuyBuena                         | FM     | https://www.emisorasmusicales.net/emisoras/muybuena/  |
| 102,4 MHz       | MDT Radio                        | FM     | https://mdtradio.com/                                 |
| 103,7 MHz       | À Punt FM                        | FM     | http://www.apuntmedia.es/                             |
| 104,7 MHz       | Kiss FM                          | FM     | https://www.kissfm.es/                                |
| 105,1 MHz       | Los 40 Urban                     | FM     | https://los40.com/los40_urban/                        |
| 105,4 MHz       | Radio Marca                      | FM     | https://www.marca.com/radio.html                      |
| 105,8 MHz       | Los 40 Classic                   | FM     | https://los40.com/los40_classic/                      |
| 106,4 MHz       | Radio Avivamiento                | FM     |                                                       |
| 107,2 MHz       | Spektra FM                       | FM     | https://spektrafm.es/                                 |
| 107,5 MHz       | Radio María                      | FM     | https://radiomaria.es/                                |

### Vinaròs / Puig de la Misericòrdia
Comarca: Baix Maestrat
Cota: 155 m
Cobertura: Baix Maestrat

#### Televisió
| Xarxa múltiplex | Canal d'emissió  | Servicis                    | Senyal | Web                                            |
| --------------- | ---------------- | --------------------------- | ------ | ---------------------------------------------- |
| RGE2            | 21 UHF (474 MHz) | La 1 UHD                    | DVB-T  | https://www.rtve.es/television/                |
| RGE2            | 21 UHF (474 MHz) | Clan                        | DVB-T  | https://www.rtve.es/television/                |
| RGE2            | 21 UHF (474 MHz) | DKISS                       | DVB-T  | http://www.dkiss.es/                           |
| RGE2            | 21 UHF (474 MHz) | RNE Radio Clásica HQ        | DVB-T  | http://www.rtve.es/radio/radiocalasica/        |
| RGE2            | 21 UHF (474 MHz) | RNE Radio 3 HQ              | DVB-T  | http://www.rtve.es/radio/radio3/               |
| RGE2            | 21 UHF (474 MHz) | RNE Radio Exterior          | DVB-T  | http://www.rtve.es/radio/radio-exterior/       |
| RGE2            | 21 UHF (474 MHz) | Kiss FM                     | DVB-T  | http://www.kissfm.es/                          |
| RGE2            | 21 UHF (474 MHz) | HIT FM                      | DVB-T  | http://www.hitfm.es/                           |
| RGE2            | 21 UHF (474 MHz) | esRadio                     | DVB-T  | https://esradio.libertaddigital.com/           |
| RGE2            | 21 UHF (474 MHz) | SER                         | DVB-T  | http://www.cadenaser.com/                      |
| RGE2            | 21 UHF (474 MHz) | Los 40                      | DVB-T  | http://www.los40.com/                          |
| RGE2            | 21 UHF (474 MHz) | Cadena Dial                 | DVB-T  | http://www.cadenadial.com/                     |
| RGE1 VAL        | 22 UHF (482 MHz) | La 1 País Valencià          | DVB-T  | https://www.rtve.es/television/                |
| RGE1 VAL        | 22 UHF (482 MHz) | La 2                        | DVB-T  | https://www.rtve.es/television/                |
| RGE1 VAL        | 22 UHF (482 MHz) | 24h                         | DVB-T  | https://www.rtve.es/television/                |
| RGE1 VAL        | 22 UHF (482 MHz) | Teledeporte                 | DVB-T  | https://www.rtve.es/television/                |
| RGE1 VAL        | 22 UHF (482 MHz) | RNE Radio Nacional València | DVB-T  | http://www.rne.es/                             |
| RGE1 VAL        | 22 UHF (482 MHz) | RNE Radio 5 València        | DVB-T  | http://www.rtve.es/radio/radio5/               |
| MPE5            | 25 UHF (506 MHz) | Atreseries                  | DVB-T  | http://atreseries.atresmedia.com/              |
| MPE5            | 25 UHF (506 MHz) | Be Mad                      | DVB-T  | http://www.bemad.es/                           |
| MPE5            | 25 UHF (506 MHz) | Realmadrid TV               | DVB-T  | https://www.realmadrid.com/real-madrid-tv      |
| MPE5            | 25 UHF (506 MHz) | TEN                         | DVB-T  | https://www.tentv.es/                          |
| MPE5            | 25 UHF (506 MHz) | Los 40 Classic              | DVB-T  | https://los40.com/los40_classic                |
| MPE5            | 25 UHF (506 MHz) | Los 40 Urban                | DVB-T  | https://los40.com/los40_urban                  |
| MPE5            | 25 UHF (506 MHz) | Radiolé                     | DVB-T  | https://www.radiole.com/                       |
| MPE3            | 35 UHF (586 MHz) | Telecinco                   | DVB-T  | http://www.telecinco.es/                       |
| MPE3            | 35 UHF (586 MHz) | Cuatro                      | DVB-T  | http://www.cuatro.com/                         |
| MPE3            | 35 UHF (586 MHz) | Factoría de Ficción         | DVB-T  | https://www.factoriadeficcion.com/             |
| MPE3            | 35 UHF (586 MHz) | Divinity                    | DVB-T  | https://www.divinity.es/                       |
| MAUT_VAL        | 38 UHF (610 MHz) | À Punt                      | DVB-T  | http://www.apuntmedia.es/                      |
| MAUT_VAL        | 38 UHF (610 MHz) | La 8 Mediterráneo           | DVB-T  | https://www.laocho.tv/                         |
| MAUT_VAL        | 38 UHF (610 MHz) | BOM Cine                    | DVB-T  | https://bomcine.com/                           |
| MAUT_VAL        | 38 UHF (610 MHz) | À Punt FM                   | DVB-T  | http://www.apuntmedia.es/                      |
| MPE2            | 40 UHF (626 MHz) | Antena 3                    | DVB-T  | http://www.antena3.com/                        |
| MPE2            | 40 UHF (626 MHz) | La Sexta                    | DVB-T  | http://www.lasexta.com/                        |
| MPE2            | 40 UHF (626 MHz) | Neox                        | DVB-T  | http://www.antena3.com/neox/                   |
| MPE2            | 40 UHF (626 MHz) | Nova                        | DVB-T  | http://www.antena3.com/nova/                   |
| TL04CS Vinaròs  | 44 UHF (658 MHz) | TV Castelló                 | DVB-T  | https://www.tvcs.tv/                           |
| TL04CS Vinaròs  | 44 UHF (658 MHz) | Canal 56                    | DVB-T  | https://canal56.com/                           |
| TL04CS Vinaròs  | 44 UHF (658 MHz) | Levante TV                  | DVB-T  | https://www.levante-emv.com/videos/levante-tv/ |
| MPE1            | 46 UHF (674 MHz) | Veo 7                       | DVB-T  | http://www.veo7.com/                           |
| MPE1            | 46 UHF (674 MHz) | DMAX                        | DVB-T  | https://dmax.marca.com/                        |
| MPE1            | 46 UHF (674 MHz) | Squirrel                    | DVB-T  | https://squirreltv.es/                         |
| MPE1            | 46 UHF (674 MHz) | Paramount Network           | DVB-T  | http://www.paramountchannel.es/                |
| MPE1            | 46 UHF (674 MHz) | Cadena 100                  | DVB-T  | http://www.cadena100.es/                       |
| MPE1            | 46 UHF (674 MHz) | Radio María                 | DVB-T  | http://www.radiomaria.es/                      |
| MPE1            | 46 UHF (674 MHz) | Radio Marca                 | DVB-T  | http://www.radiomarca.com/                     |
| MPE1            | 46 UHF (674 MHz) | BOM Radio                   | DVB-T  | https://www.bomradio.com/                      |
| MPE4            | 48 UHF (590 MHz) | Boing                       | DVB-T  | http://www.boing.es/                           |
| MPE4            | 48 UHF (590 MHz) | Energy                      | DVB-T  | http://www.energytv.es/                        |
| MPE4            | 48 UHF (590 MHz) | Mega                        | DVB-T  | https://mega.atresmedia.com/                   |
| MPE4            | 48 UHF (590 MHz) | TRECE                       | DVB-T  | http://www.trecetv.es/                         |
| MPE4            | 48 UHF (590 MHz) | Onda Cero                   | DVB-T  | http://www.ondacero.es/                        |
| MPE4            | 48 UHF (590 MHz) | Europa FM                   | DVB-T  | http://www.europafm.com/                       |
| MPE4            | 48 UHF (590 MHz) | Melodía FM                  | DVB-T  | http://www.melodia-fm.com/                     |
| MPE4            | 48 UHF (590 MHz) | COPE                        | DVB-T  | http://www.cope.es/                            |
| MPE4            | 48 UHF (590 MHz) | Rock FM                     | DVB-T  | https://www.rockfm.fm/                         |

#### Ràdio
| Canal d'emissió | Serveis         | Senyal | Web                                 |
| --------------- | --------------- | ------ | ----------------------------------- |
| 92,0 MHz        | À Punt FM       | FM     | http://www.apuntmedia.es/           |
| 93,9 MHz        | Radio María     | FM     | https://radiomaria.es/              |
| 98,2 MHz        | Los 40 Maestrat | FM     | https://los40.com/                  |
| 101,6 MHz       | COPE Vinaròs    | FM     | https://www.cope.es/                |
| 106,2 MHz       | SER Maestrat    | FM     | https://cadenaser.com/ser-maestrat/ |

## València

### El Vedat de Torrent
Comarca: Horta de València
Cota: 110 m
Cobertura: Horta de València, Ribera Baixa, Ribera Alta, Camp de Túria, Foia de Bunyol i Camp de Morvedre

#### Televisió
| Xarxa múltiplex | Canal d'emissió  | Servicis                    | Senyal | Web                                            |
| --------------- | ---------------- | --------------------------- | ------ | ---------------------------------------------- |
| RGE1 VAL        | 22 UHF (482 MHz) | La 1 País Valencià          | DVB-T  | https://www.rtve.es/television/                |
| RGE1 VAL        | 22 UHF (482 MHz) | La 2                        | DVB-T  | https://www.rtve.es/television/                |
| RGE1 VAL        | 22 UHF (482 MHz) | 24h                         | DVB-T  | https://www.rtve.es/television/                |
| RGE1 VAL        | 22 UHF (482 MHz) | Teledeporte                 | DVB-T  | https://www.rtve.es/television/                |
| RGE1 VAL        | 22 UHF (482 MHz) | RNE Radio Nacional València | DVB-T  | http://www.rne.es/                             |
| RGE1 VAL        | 22 UHF (482 MHz) | RNE Radio 5 València        | DVB-T  | http://www.rtve.es/radio/radio5/               |
| TL07V Torrent   | 27 UHF (522 MHz) | 7 TeleValencia              | DVB-T  | https://7televalencia.com/                     |
| TL07V Torrent   | 27 UHF (522 MHz) | Horta Televisió             | DVB-T  | https://www.elperiodicvalencia.com/            |
| TL07V Torrent   | 27 UHF (522 MHz) | Levante TV                  | DVB-T  | https://www.levante-emv.com/videos/levante-tv/ |
| MPE4            | 28 UHF (530 MHz) | Boing                       | DVB-T  | http://www.boing.es/                           |
| MPE4            | 28 UHF (530 MHz) | Energy                      | DVB-T  | http://www.energytv.es/                        |
| MPE4            | 28 UHF (530 MHz) | Mega                        | DVB-T  | https://mega.atresmedia.com/                   |
| MPE4            | 28 UHF (530 MHz) | TRECE                       | DVB-T  | http://www.trecetv.es/                         |
| MPE4            | 28 UHF (530 MHz) | Onda Cero                   | DVB-T  | http://www.ondacero.es/                        |
| MPE4            | 28 UHF (530 MHz) | Europa FM                   | DVB-T  | http://www.europafm.com/                       |
| MPE4            | 28 UHF (530 MHz) | Melodía FM                  | DVB-T  | http://www.melodia-fm.com/                     |
| MPE4            | 28 UHF (530 MHz) | COPE                        | DVB-T  | http://www.cope.es/                            |
| MPE4            | 28 UHF (530 MHz) | Rock FM                     | DVB-T  | https://www.rockfm.fm/                         |
| MAUT_VAL        | 29 UHF (538 MHz) | À Punt                      | DVB-T  | https://www.apuntmedia.es/                     |
| MAUT_VAL        | 29 UHF (538 MHz) | La 8 Mediterráneo           | DVB-T  | https://www.laocho.tv/                         |
| MAUT_VAL        | 29 UHF (538 MHz) | BOM Cine                    | DVB-T  | https://www.bomcine.com/                       |
| MAUT_VAL        | 29 UHF (538 MHz) | À Punt FM                   | DVB-T  | http://www.apuntmedia.es/                      |
| RGE2            | 31 UHF (554 MHz) | La 1 UHD                    | DVB-T  | https://www.rtve.es/television/                |
| RGE2            | 31 UHF (554 MHz) | Clan                        | DVB-T  | https://www.rtve.es/television/                |
| RGE2            | 31 UHF (554 MHz) | DKISS                       | DVB-T  | http://www.dkiss.es/                           |
| RGE2            | 31 UHF (554 MHz) | RNE Radio Clásica HQ        | DVB-T  | http://www.rtve.es/radio/radiocalasica/        |
| RGE2            | 31 UHF (554 MHz) | RNE Radio 3 HQ              | DVB-T  | http://www.rtve.es/radio/radio3/               |
| RGE2            | 31 UHF (554 MHz) | RNE Radio Exterior          | DVB-T  | http://www.rtve.es/radio/radio-exterior/       |
| RGE2            | 31 UHF (554 MHz) | Kiss FM                     | DVB-T  | http://www.kissfm.es/                          |
| RGE2            | 31 UHF (554 MHz) | HIT FM                      | DVB-T  | http://www.hitfm.es/                           |
| RGE2            | 31 UHF (554 MHz) | esRadio                     | DVB-T  | https://esradio.libertaddigital.com/           |
| RGE2            | 31 UHF (554 MHz) | SER                         | DVB-T  | http://www.cadenaser.com/                      |
| RGE2            | 31 UHF (554 MHz) | Los 40                      | DVB-T  | http://www.los40.com/                          |
| RGE2            | 31 UHF (554 MHz) | Cadena Dial                 | DVB-T  | http://www.cadenadial.com/                     |
| MPE5            | 33 UHF (570 MHz) | Atreseries                  | DVB-T  | http://atreseries.atresmedia.com/              |
| MPE5            | 33 UHF (570 MHz) | Be Mad                      | DVB-T  | http://www.bemad.es/                           |
| MPE5            | 33 UHF (570 MHz) | Realmadrid TV               | DVB-T  | https://www.realmadrid.com/real-madrid-tv      |
| MPE5            | 33 UHF (570 MHz) | TEN                         | DVB-T  | https://www.tentv.es/                          |
| MPE5            | 33 UHF (570 MHz) | Los 40 Classic              | DVB-T  | https://los40.com/los40_classic                |
| MPE5            | 33 UHF (570 MHz) | Los 40 Urban                | DVB-T  | https://los40.com/los40_urban                  |
| MPE5            | 33 UHF (570 MHz) | Radiolé                     | DVB-T  | https://www.radiole.com/                       |
| TL06V València  | 37 UHF (602 MHz) | València Televisió          | DVB-T  | https://www.elperiodicvalencia.com/            |
| TL06V València  | 37 UHF (602 MHz) | Levante TV                  | DVB-T  | https://www.levante-emv.com/videos/levante-tv/ |
| MPE2            | 40 UHF (626 MHz) | Antena 3                    | DVB-T  | http://www.antena3.com/                        |
| MPE2            | 40 UHF (626 MHz) | La Sexta                    | DVB-T  | http://www.lasexta.com/                        |
| MPE2            | 40 UHF (626 MHz) | Neox                        | DVB-T  | http://www.antena3.com/neox/                   |
| MPE2            | 40 UHF (626 MHz) | Nova                        | DVB-T  | http://www.antena3.com/nova/                   |
| Proves 4K       | 41 UHF (634 MHz) | La 1 UHD                    | DVB-T2 | https://www.rtve.es/television/                |
| Proves 4K       | 41 UHF (634 MHz) | UHD 2                       | DVB-T2 | https://www.uhdspain.com/                      |
| Proves 4K       | 41 UHF (634 MHz) | RNE para todos              | DVB-T2 | http://www.rne.es/                             |
| MPE3            | 43 UHF (650 MHz) | Telecinco                   | DVB-T  | http://www.telecinco.es/                       |
| MPE3            | 43 UHF (650 MHz) | Cuatro                      | DVB-T  | http://www.cuatro.com/                         |
| MPE3            | 43 UHF (650 MHz) | Factoría de Ficción         | DVB-T  | https://www.factoriadeficcion.com/             |
| MPE3            | 43 UHF (650 MHz) | Divinity                    | DVB-T  | https://www.divinity.es/                       |
| MPE1            | 46 UHF (674 MHz) | Veo 7                       | DVB-T  | http://www.veo7.com/                           |
| MPE1            | 46 UHF (674 MHz) | DMAX                        | DVB-T  | https://dmax.marca.com/                        |
| MPE1            | 46 UHF (674 MHz) | Squirrel                    | DVB-T  | https://squirreltv.es/                         |
| MPE1            | 46 UHF (674 MHz) | Paramount Network           | DVB-T  | http://www.paramountchannel.es/                |
| MPE1            | 46 UHF (674 MHz) | Cadena 100                  | DVB-T  | http://www.cadena100.es/                       |
| MPE1            | 46 UHF (674 MHz) | Radio María                 | DVB-T  | http://www.radiomaria.es/                      |
| MPE1            | 46 UHF (674 MHz) | Radio Marca                 | DVB-T  | http://www.radiomarca.com/                     |
| MPE1            | 46 UHF (674 MHz) | BOM Radio                   | DVB-T  | https://www.bomradio.com/                      |

#### Ràdio
| Canal d'emissió | Serveis                          | Senyal | Web                                                     |
| --------------- | -------------------------------- | ------ | ------------------------------------------------------- |
| 87,5 MHz        | Top Remember                     | FM     |                                                         |
| 87,9 MHz        | Bikini FM                        | FM     | https://www.emisorasmusicales.net/emisoras/bikini-fm/   |
| 88,2 MHz        | RNE Radio 5 València             | FM     | http://www.rtve.es/radio/radio5/                        |
| 89,2 MHz        | Corazón FM                       | FM     | https://www.emisorasmusicales.net/emisoras/corazon-fm/  |
| 89,5 MHz        | IntAr Radio                      | FM     |                                                         |
| 89,8 MHz        | RNE Radio Nacional País Valencià | FM     | http://www.rtve.es/radio/                               |
| 90,5 MHz        | Gold FM                          | FM     |                                                         |
| 90,7 MHz        | Spook FM                         | FM     | https://rememberthemusicfm.com/                         |
| 92,6 MHz        | VCF Ràdio                        | FM     | https://www.valenciacf.com/portada                      |
| 92,8 MHz        | Esencia FM                       | FM     | https://www.emisorasmusicales.net/emisoras/esencia-fm/  |
| 93,9 MHz        | Radio 90 FM                      | FM     | https://www.radio90.fm/                                 |
| 94,9 MHz        | La X 94.9 FM                     | FM     | https://fmlax.com/                                      |
| 95,1 MHz        | RNE Radio 3                      | FM     | http://www.rtve.es/radio/radio3/                        |
| 95,4 MHz        | La Flamenca                      | FM     | https://www.emisorasmusicales.net/emisoras/la-flamenca/ |
| 96,4 MHz        | Éxito Radio                      | FM     | https://exitoradio.es/                                  |
| 96,6 MHz        | Remember The Music FM            | FM     | https://rememberthemusicfm.com/                         |
| 100,7 MHz       | Spektra FM                       | FM     | https://spektrafm.es/                                   |
| 100,9 MHz       | La Undécima Hora Radio           | FM     | https://laseptimatrompeta.org/blog.html                 |
| 101,5 MHz       | Activa FM                        | FM     | https://www.emisorasmusicales.net/emisoras/activa-fm/   |
| 101,9 MHz       | Power FM                         | FM     |                                                         |
| 102,9 MHz       | La Patrona FM                    | FM     | https://lapatronafm.es/                                 |
| 103,4 MHz       | Planeta Network Radio            | FM     | https://planetanetworkradio.com/                        |
| 104,1 MHz       | Comboi                           | FM     | https://www.emisorasmusicales.net/emisoras/comboi/      |
| 105,3 MHz       | Onda Valencia V30                | FM     | https://ondavalencia.es/en-directo/onda-valencia-v30    |
| 105,5 MHz       | esRadio València                 | FM     | https://esradiovalencia.com/                            |
| 105,9 MHz       | Power FM                         | FM     |                                                         |
| 106,6 MHz       | RNE Radio Clásica                | FM     | http://www.rtve.es/radio/radiocalasica/                 |
| 107,3 MHz       | MDT Radio                        | FM     | https://mdtradio.com/                                   |
| 107,9 MHz       | Latinos FM                       | FM     | https://latinosfm.es/                                   |

### Serra Perenxisa / Calicanto
Comarca: Horta de València i Foia de Bunyol
Cota: 330 m
Cobertura: Horta de València, Ribera Baixa, Camp de Túria i Foia de Bunyol

#### Televisió
| Xarxa múltiplex | Canal d'emissió  | Servicis          | Senyal | Web                        |
| --------------- | ---------------- | ----------------- | ------ | -------------------------- |
| MAUT_VAL        | 29 UHF (538 MHz) | À Punt            | DVB-T  | https://www.apuntmedia.es/ |
| MAUT_VAL        | 29 UHF (538 MHz) | La 8 Mediterráneo | DVB-T  | https://www.laocho.tv/     |
| MAUT_VAL        | 29 UHF (538 MHz) | BOM Cine          | DVB-T  | https://www.bomcine.com/   |
| MAUT_VAL        | 29 UHF (538 MHz) | À Punt FM         | DVB-T  | http://www.apuntmedia.es/  |

#### Ràdio
| Canal d'emissió | Serveis                      | Senyal | Web                                  |
| --------------- | ---------------------------- | ------ | ------------------------------------ |
| 88,5 MHz        | Aire Latino                  | FM     | https://www.airelatinoradio.es/      |
| 90,1 MHz        | Peque Radio                  | FM     | https://www.pequeradio.es/           |
| 91,8 MHz        | La Z FM                      | FM     | https://lazfmradio.es/               |
| 92,0 MHz        | COPE Más València            | FM     | https://www.cope.es/                 |
| 92,3 MHz        | La Primera FM Radio          | FM     |                                      |
| 93,1 MHz        | Rock FM                      | FM     | https://www.rockfm.fm/               |
| 93,4 MHz        | COPE València                | FM     | https://www.cope.es/                 |
| 94,5 MHz        | Capital Radio València       | FM     | https://www.capitalradio.es/valencia |
| 97,7 MHz        | Radio María                  | FM     | https://radiomaria.es/               |
| 98,1 MHz        | Radio Solidaria              | FM     | https://radiosolidaria.com/          |
| 99,0 MHz        | Cadena 100                   | FM     | https://www.cadena100.es/            |
| 102,2 MHz       | À Punt FM                    | FM     | http://www.apuntmedia.es/            |
| 106,1 MHz       | Radio TeleTaxi València      | FM     | https://www.radioteletaxi.com/       |
| 107,1 MHz       | Radio Intereconomía València | FM     | https://www.intereconomia.com/       |
| 107,7 MHz       | Play Radio                   | FM     | https://playradiovalencia.es/        |

### El Picaio
Comarca: Camp de Morvedre
Cota: 370 m
Cobertura: Camp de Morvedre, Horta de València, Camp de Túria i Foia de Bunyol

#### Televisió
| Xarxa múltiplex | Canal d'emissió  | Servicis                    | Senyal | Web                                            |
| --------------- | ---------------- | --------------------------- | ------ | ---------------------------------------------- |
| RGE1 VAL        | 22 UHF (482 MHz) | La 1 País Valencià          | DVB-T  | https://www.rtve.es/television/                |
| RGE1 VAL        | 22 UHF (482 MHz) | La 2                        | DVB-T  | https://www.rtve.es/television/                |
| RGE1 VAL        | 22 UHF (482 MHz) | 24h                         | DVB-T  | https://www.rtve.es/television/                |
| RGE1 VAL        | 22 UHF (482 MHz) | Teledeporte                 | DVB-T  | https://www.rtve.es/television/                |
| RGE1 VAL        | 22 UHF (482 MHz) | RNE Radio Nacional València | DVB-T  | http://www.rne.es/                             |
| RGE1 VAL        | 22 UHF (482 MHz) | RNE Radio 5 València        | DVB-T  | http://www.rtve.es/radio/radio5/               |
| TL07V Torrent   | 27 UHF (522 MHz) | 7 TeleValencia              | DVB-T  | https://7televalencia.com/                     |
| TL07V Torrent   | 27 UHF (522 MHz) | Horta Televisió             | DVB-T  | https://www.elperiodicvalencia.com/            |
| TL07V Torrent   | 27 UHF (522 MHz) | Levante TV                  | DVB-T  | https://www.levante-emv.com/videos/levante-tv/ |
| MPE4            | 28 UHF (530 MHz) | Boing                       | DVB-T  | http://www.boing.es/                           |
| MPE4            | 28 UHF (530 MHz) | Energy                      | DVB-T  | http://www.energytv.es/                        |
| MPE4            | 28 UHF (530 MHz) | Mega                        | DVB-T  | https://mega.atresmedia.com/                   |
| MPE4            | 28 UHF (530 MHz) | TRECE                       | DVB-T  | http://www.trecetv.es/                         |
| MPE4            | 28 UHF (530 MHz) | Onda Cero                   | DVB-T  | http://www.ondacero.es/                        |
| MPE4            | 28 UHF (530 MHz) | Europa FM                   | DVB-T  | http://www.europafm.com/                       |
| MPE4            | 28 UHF (530 MHz) | Melodía FM                  | DVB-T  | http://www.melodia-fm.com/                     |
| MPE4            | 28 UHF (530 MHz) | COPE                        | DVB-T  | http://www.cope.es/                            |
| MPE4            | 28 UHF (530 MHz) | Rock FM                     | DVB-T  | https://www.rockfm.fm/                         |
| MAUT_VAL        | 29 UHF (538 MHz) | À Punt                      | DVB-T  | https://www.apuntmedia.es/                     |
| MAUT_VAL        | 29 UHF (538 MHz) | La 8 Mediterráneo           | DVB-T  | https://www.laocho.tv/                         |
| MAUT_VAL        | 29 UHF (538 MHz) | BOM Cine                    | DVB-T  | https://www.bomcine.com/                       |
| MAUT_VAL        | 29 UHF (538 MHz) | À Punt FM                   | DVB-T  | http://www.apuntmedia.es/                      |
| RGE2            | 31 UHF (554 MHz) | La 1 UHD                    | DVB-T  | https://www.rtve.es/television/                |
| RGE2            | 31 UHF (554 MHz) | Clan                        | DVB-T  | https://www.rtve.es/television/                |
| RGE2            | 31 UHF (554 MHz) | DKISS                       | DVB-T  | http://www.dkiss.es/                           |
| RGE2            | 31 UHF (554 MHz) | RNE Radio Clásica HQ        | DVB-T  | http://www.rtve.es/radio/radiocalasica/        |
| RGE2            | 31 UHF (554 MHz) | RNE Radio 3 HQ              | DVB-T  | http://www.rtve.es/radio/radio3/               |
| RGE2            | 31 UHF (554 MHz) | RNE Radio Exterior          | DVB-T  | http://www.rtve.es/radio/radio-exterior/       |
| RGE2            | 31 UHF (554 MHz) | Kiss FM                     | DVB-T  | http://www.kissfm.es/                          |
| RGE2            | 31 UHF (554 MHz) | HIT FM                      | DVB-T  | http://www.hitfm.es/                           |
| RGE2            | 31 UHF (554 MHz) | esRadio                     | DVB-T  | https://esradio.libertaddigital.com/           |
| RGE2            | 31 UHF (554 MHz) | SER                         | DVB-T  | http://www.cadenaser.com/                      |
| RGE2            | 31 UHF (554 MHz) | Los 40                      | DVB-T  | http://www.los40.com/                          |
| RGE2            | 31 UHF (554 MHz) | Cadena Dial                 | DVB-T  | http://www.cadenadial.com/                     |
| MPE5            | 33 UHF (570 MHz) | Atreseries                  | DVB-T  | http://atreseries.atresmedia.com/              |
| MPE5            | 33 UHF (570 MHz) | Be Mad                      | DVB-T  | http://www.bemad.es/                           |
| MPE5            | 33 UHF (570 MHz) | Realmadrid TV               | DVB-T  | https://www.realmadrid.com/real-madrid-tv      |
| MPE5            | 33 UHF (570 MHz) | TEN                         | DVB-T  | https://www.tentv.es/                          |
| MPE5            | 33 UHF (570 MHz) | Los 40 Classic              | DVB-T  | https://los40.com/los40_classic                |
| MPE5            | 33 UHF (570 MHz) | Los 40 Urban                | DVB-T  | https://los40.com/los40_urban                  |
| MPE5            | 33 UHF (570 MHz) | Radiolé                     | DVB-T  | https://www.radiole.com/                       |
| TL06V València  | 37 UHF (602 MHz) | València Televisió          | DVB-T  | https://www.elperiodicvalencia.com/            |
| TL06V València  | 37 UHF (602 MHz) | Levante TV                  | DVB-T  | https://www.levante-emv.com/videos/levante-tv/ |
| MPE2            | 40 UHF (626 MHz) | Antena 3                    | DVB-T  | http://www.antena3.com/                        |
| MPE2            | 40 UHF (626 MHz) | La Sexta                    | DVB-T  | http://www.lasexta.com/                        |
| MPE2            | 40 UHF (626 MHz) | Neox                        | DVB-T  | http://www.antena3.com/neox/                   |
| MPE2            | 40 UHF (626 MHz) | Nova                        | DVB-T  | http://www.antena3.com/nova/                   |
| MPE3            | 43 UHF (650 MHz) | Telecinco                   | DVB-T  | http://www.telecinco.es/                       |
| MPE3            | 43 UHF (650 MHz) | Cuatro                      | DVB-T  | http://www.cuatro.com/                         |
| MPE3            | 43 UHF (650 MHz) | Factoría de Ficción         | DVB-T  | https://www.factoriadeficcion.com/             |
| MPE3            | 43 UHF (650 MHz) | Divinity                    | DVB-T  | https://www.divinity.es/                       |
| MPE1            | 46 UHF (674 MHz) | Veo 7                       | DVB-T  | http://www.veo7.com/                           |
| MPE1            | 46 UHF (674 MHz) | DMAX                        | DVB-T  | https://dmax.marca.com/                        |
| MPE1            | 46 UHF (674 MHz) | Squirrel                    | DVB-T  | https://squirreltv.es/                         |
| MPE1            | 46 UHF (674 MHz) | Paramount Network           | DVB-T  | http://www.paramountchannel.es/                |
| MPE1            | 46 UHF (674 MHz) | Cadena 100                  | DVB-T  | http://www.cadena100.es/                       |
| MPE1            | 46 UHF (674 MHz) | Radio María                 | DVB-T  | http://www.radiomaria.es/                      |
| MPE1            | 46 UHF (674 MHz) | Radio Marca                 | DVB-T  | http://www.radiomarca.com/                     |
| MPE1            | 46 UHF (674 MHz) | BOM Radio                   | DVB-T  | https://www.bomradio.com/                      |

#### Ràdio FM
| Canal d'emissió | Serveis                          | Senyal | Web                                     |
| --------------- | -------------------------------- | ------ | --------------------------------------- |
| 88,2 MHz        | RNE Radio 5 València             | FM     | http://www.rtve.es/radio/radio5/        |
| 89,8 MHz        | RNE Radio Nacional País Valencià | FM     | https://www.rtve.es/radio/              |
| 95,1 MHz        | RNE Radio 3                      | FM     | http://www.rtve.es/radio/radio3/        |
| 96,1 MHz        | Los 40 Classic                   | FM     | https://los40.com/los40_classic/        |
| 96,9 MHz        | Kiss FM                          | FM     | https://www.kissfm.es/                  |
| 100,4 MHz       | SER Ràdio València               | FM     | https://cadenaser.com/radio-valencia/   |
| 101,2 MHz       | Onda Cero València               | FM     | http://www.ondacero.es/                 |
| 101,7 MHz       | HIT FM                           | FM     | https://www.hitfm.es/                   |
| 103,2 MHz       | Europa FM                        | FM     | https://www.europafm.com/               |
| 106,6 MHz       | RNE Radio Clásica                | FM     | http://www.rtve.es/radio/radiocalasica/ |

#### Ràdio DAB i DAB+
| Xarxa múltiplex | Canal d'emissió  | Serveis            | Senyal | Web                                     |
| --------------- | ---------------- | ------------------ | ------ | --------------------------------------- |
| MF1 Test        | 9A (202,928 MHz) | RNE Radio Nacional | DAB+   | https://www.rtve.es/radio/              |
| MF1 Test        | 9A (202,928 MHz) | RNE Radio Clásica  | DAB+   | https://www.rtve.es/radio/radioclasica/ |
| MF1 Test        | 9A (202,928 MHz) | RNE Radio 3        | DAB+   | https://www.rtve.es/radio/radio3/       |
| MF1 Test        | 9A (202,928 MHz) | RNE Radio 5        | DAB+   | https://www.rtve.es/radio/radio5/       |

### Serra de Portaceli / Alt del Pi / El Garbí
Comarca: Camp de Túria
Cota: 715 m
Cobertura: Camp de Túria, Camp de Morvedre i Horta de València

#### Ràdio
| Canal d'emissió | Serveis               | Senyal | Web                                                  |
| --------------- | --------------------- | ------ | ---------------------------------------------------- |
| 91,1 MHz        | Loca Urban            | FM     | https://www.locafm.com/                              |
| 91,4 MHz        | Ràdio Esport València | FM     | https://radioesport914.com/                          |
| 94,5 MHz        | À Punt FM             | FM     | https://www.apuntmedia.es/                           |
| 98,7 MHz        | Radio Marca València  | FM     | https://www.marca.com/radio.html                     |
| 99,9 MHz        | 99.9 Valencia Radio   | FM     | https://la999.es/                                    |
| 102,7 MHz       | Vida FM               | FM     |                                                      |
| 103,9 MHz       | La Jungla Radio       | FM     | https://lajunglavalencia.com/                        |
| 104,7 MHz       | Vaughan Radio         | FM     | https://grupovaughan.com/vaughan-radio/              |
| 106,3 MHz       | MuyBuena              | FM     | https://www.emisorasmusicales.net/emisoras/muybuena/ |
| 106,9 MHz       | Loca FM               | FM     | https://www.locafm.com/                              |

### Xeresa / El Mondúver
Comarca: La Safor
Cota: 843 m
Cobertura: La Safor, Costera, Marina Alta, Ribera Alta i Ribera Baixa

#### Televisió
| Xarxa múltiplex           | Canal d'emissió  | Servicis                    | Senyal | Web                                       |
| ------------------------- | ---------------- | --------------------------- | ------ | ----------------------------------------- |
| RGE1 VAL                  | 22 UHF (482 MHz) | La 1 País Valencià          | DVB-T  | https://www.rtve.es/television/           |
| RGE1 VAL                  | 22 UHF (482 MHz) | La 2                        | DVB-T  | https://www.rtve.es/television/           |
| RGE1 VAL                  | 22 UHF (482 MHz) | 24h                         | DVB-T  | https://www.rtve.es/television/           |
| RGE1 VAL                  | 22 UHF (482 MHz) | Teledeporte                 | DVB-T  | https://www.rtve.es/television/           |
| RGE1 VAL                  | 22 UHF (482 MHz) | RNE Radio Nacional València | DVB-T  | http://www.rne.es/                        |
| RGE1 VAL                  | 22 UHF (482 MHz) | RNE Radio 5 València        | DVB-T  | http://www.rtve.es/radio/radio5/          |
| TL02V Gandia (dir. Safor) | 26 UHF (514 MHz) | Comarcal TV                 | DVB-T  | https://comarcal.tv/                      |
| TL02V Gandia (dir. Safor) | 26 UHF (514 MHz) | TeleSafor                   | DVB-T  | https://telesafor.com/                    |
| TL02V Gandia (dir. Safor) | 26 UHF (514 MHz) | SER Gandia                  | DVB-T  | https://cadenaser.com/radio-gandia/       |
| TL02V Gandia (dir. Safor) | 26 UHF (514 MHz) | SER+ Gandia                 | DVB-T  | https://cadenaser.com/radio-gandia/       |
| TL02V Gandia (dir. Safor) | 26 UHF (514 MHz) | Los 40 Gandia               | DVB-T  | https://los40.com/                        |
| TL02V Gandia (dir. Safor) | 26 UHF (514 MHz) | Cadena Dial                 | DVB-T  | https://www.cadenadial.com/               |
| TL02V Gandia (dir. Safor) | 26 UHF (514 MHz) | Los 40 Dance                | DVB-T  | https://los40.com/los40_dance/            |
| TL02V Gandia (dir. Safor) | 26 UHF (514 MHz) | Los 40 Classic              | DVB-T  | https://los40.com/los40_classic/          |
| MPE4                      | 28 UHF (530 MHz) | Boing                       | DVB-T  | http://www.boing.es/                      |
| MPE4                      | 28 UHF (530 MHz) | Energy                      | DVB-T  | http://www.energytv.es/                   |
| MPE4                      | 28 UHF (530 MHz) | Mega                        | DVB-T  | https://mega.atresmedia.com/              |
| MPE4                      | 28 UHF (530 MHz) | TRECE                       | DVB-T  | http://www.trecetv.es/                    |
| MPE4                      | 28 UHF (530 MHz) | Onda Cero                   | DVB-T  | http://www.ondacero.es/                   |
| MPE4                      | 28 UHF (530 MHz) | Europa FM                   | DVB-T  | http://www.europafm.com/                  |
| MPE4                      | 28 UHF (530 MHz) | Melodía FM                  | DVB-T  | http://www.melodia-fm.com/                |
| MPE4                      | 28 UHF (530 MHz) | COPE                        | DVB-T  | http://www.cope.es/                       |
| MPE4                      | 28 UHF (530 MHz) | Rock FM                     | DVB-T  | https://www.rockfm.fm/                    |
| MAUT_VAL                  | 29 UHF (538 MHz) | À Punt                      | DVB-T  | http://www.apuntmedia.es/                 |
| MAUT_VAL                  | 29 UHF (538 MHz) | La 8 Mediterráneo           | DVB-T  | https://www.laocho.tv/                    |
| MAUT_VAL                  | 29 UHF (538 MHz) | BOM Cine                    | DVB-T  | https://www.bomcine.com/                  |
| MAUT_VAL                  | 29 UHF (538 MHz) | À Punt FM                   | DVB-T  | http://www.apuntmedia.es/                 |
| RGE2                      | 31 UHF (554 MHz) | La 1 UHD                    | DVB-T  | https://www.rtve.es/television/           |
| RGE2                      | 31 UHF (554 MHz) | Clan                        | DVB-T  | https://www.rtve.es/television/           |
| RGE2                      | 31 UHF (554 MHz) | DKISS                       | DVB-T  | http://www.dkiss.es/                      |
| RGE2                      | 31 UHF (554 MHz) | RNE Radio Clásica HQ        | DVB-T  | http://www.rtve.es/radio/radiocalasica/   |
| RGE2                      | 31 UHF (554 MHz) | RNE Radio 3 HQ              | DVB-T  | http://www.rtve.es/radio/radio3/          |
| RGE2                      | 31 UHF (554 MHz) | RNE Radio Exterior          | DVB-T  | http://www.rtve.es/radio/radio-exterior/  |
| RGE2                      | 31 UHF (554 MHz) | Kiss FM                     | DVB-T  | http://www.kissfm.es/                     |
| RGE2                      | 31 UHF (554 MHz) | HIT FM                      | DVB-T  | http://www.hitfm.es/                      |
| RGE2                      | 31 UHF (554 MHz) | esRadio                     | DVB-T  | https://esradio.libertaddigital.com/      |
| RGE2                      | 31 UHF (554 MHz) | SER                         | DVB-T  | http://www.cadenaser.com/                 |
| RGE2                      | 31 UHF (554 MHz) | Los 40                      | DVB-T  | http://www.los40.com/                     |
| RGE2                      | 31 UHF (554 MHz) | Cadena Dial                 | DVB-T  | http://www.cadenadial.com/                |
| MPE5                      | 33 UHF (570 MHz) | Atreseries                  | DVB-T  | http://atreseries.atresmedia.com/         |
| MPE5                      | 33 UHF (570 MHz) | Be Mad                      | DVB-T  | http://www.bemad.es/                      |
| MPE5                      | 33 UHF (570 MHz) | Realmadrid TV               | DVB-T  | https://www.realmadrid.com/real-madrid-tv |
| MPE5                      | 33 UHF (570 MHz) | TEN                         | DVB-T  | https://www.tentv.es/                     |
| MPE5                      | 33 UHF (570 MHz) | Los 40 Classic              | DVB-T  | https://los40.com/los40_classic           |
| MPE5                      | 33 UHF (570 MHz) | Los 40 Urban                | DVB-T  | https://los40.com/los40_urban             |
| MPE5                      | 33 UHF (570 MHz) | Radiolé                     | DVB-T  | https://www.radiole.com/                  |
| MPE2                      | 40 UHF (626 MHz) | Antena 3                    | DVB-T  | http://www.antena3.com/                   |
| MPE2                      | 40 UHF (626 MHz) | La Sexta                    | DVB-T  | http://www.lasexta.com/                   |
| MPE2                      | 40 UHF (626 MHz) | Neox                        | DVB-T  | http://www.antena3.com/neox/              |
| MPE2                      | 40 UHF (626 MHz) | Nova                        | DVB-T  | http://www.antena3.com/nova/              |
| MPE3                      | 43 UHF (650 MHz) | Telecinco                   | DVB-T  | http://www.telecinco.es/                  |
| MPE3                      | 43 UHF (650 MHz) | Cuatro                      | DVB-T  | http://www.cuatro.com/                    |
| MPE3                      | 43 UHF (650 MHz) | Factoría de Ficción         | DVB-T  | https://www.factoriadeficcion.com/        |
| MPE3                      | 43 UHF (650 MHz) | Divinity                    | DVB-T  | https://www.divinity.es/                  |
| MPE1                      | 46 UHF (674 MHz) | Veo 7                       | DVB-T  | http://www.veo7.com/                      |
| MPE1                      | 46 UHF (674 MHz) | DMAX                        | DVB-T  | https://dmax.marca.com/                   |
| MPE1                      | 46 UHF (674 MHz) | Squirrel                    | DVB-T  | https://squirreltv.es/                    |
| MPE1                      | 46 UHF (674 MHz) | Paramount Network           | DVB-T  | http://www.paramountchannel.es/           |
| MPE1                      | 46 UHF (674 MHz) | Cadena 100                  | DVB-T  | http://www.cadena100.es/                  |
| MPE1                      | 46 UHF (674 MHz) | Radio María                 | DVB-T  | http://www.radiomaria.es/                 |
| MPE1                      | 46 UHF (674 MHz) | Radio Marca                 | DVB-T  | http://www.radiomarca.com/                |
| MPE1                      | 46 UHF (674 MHz) | BOM Radio                   | DVB-T  | https://www.bomradio.com/                 |

#### Ràdio
| Canal d'emissió | Serveis                          | Senyal | Web                                                   |
| --------------- | -------------------------------- | ------ | ----------------------------------------------------- |
| 91,6 MHz        | Europa FM                        | FM     | https://www.europafm.com/                             |
| 97,4 MHz        | RNE Radio Nacional País Valencià | FM     | https://www.rtve.es/radio/                            |
| 99,3 MHz        | RNE Radio Clásica                | FM     | https://www.rtve.es/radio/radioclasica/               |
| 100,1 MHz       | RNE Radio 3                      | FM     | https://www.rtve.es/radio/radio3/                     |
| 103,5 MHz       | À Punt FM                        | FM     | http://www.apuntmedia.es/                             |
| 105,1 MHz       | Activa FM                        | FM     | https://www.emisorasmusicales.net/emisoras/activa-fm/ |

### La Llosa de Ranes / Xàtiva
Comarca: La Costera
Cota: 300 m
Cobertura: La Costera

#### Televisió
| Xarxa múltiplex        | Canal d'emissió  | Servicis                    | Senyal | Web                                            |
| ---------------------- | ---------------- | --------------------------- | ------ | ---------------------------------------------- |
| RGE1 VAL               | 22 UHF (482 MHz) | La 1 País Valencià          | DVB-T  | https://www.rtve.es/television/                |
| RGE1 VAL               | 22 UHF (482 MHz) | La 2                        | DVB-T  | https://www.rtve.es/television/                |
| RGE1 VAL               | 22 UHF (482 MHz) | 24h                         | DVB-T  | https://www.rtve.es/television/                |
| RGE1 VAL               | 22 UHF (482 MHz) | Teledeporte                 | DVB-T  | https://www.rtve.es/television/                |
| RGE1 VAL               | 22 UHF (482 MHz) | RNE Radio Nacional València | DVB-T  | http://www.rne.es/                             |
| RGE1 VAL               | 22 UHF (482 MHz) | RNE Radio 5 València        | DVB-T  | http://www.rtve.es/radio/radio5/               |
| MPE4                   | 28 UHF (530 MHz) | Boing                       | DVB-T  | http://www.boing.es/                           |
| MPE4                   | 28 UHF (530 MHz) | Energy                      | DVB-T  | http://www.energytv.es/                        |
| MPE4                   | 28 UHF (530 MHz) | Mega                        | DVB-T  | https://mega.atresmedia.com/                   |
| MPE4                   | 28 UHF (530 MHz) | TRECE                       | DVB-T  | http://www.trecetv.es/                         |
| MPE4                   | 28 UHF (530 MHz) | Onda Cero                   | DVB-T  | http://www.ondacero.es/                        |
| MPE4                   | 28 UHF (530 MHz) | Europa FM                   | DVB-T  | http://www.europafm.com/                       |
| MPE4                   | 28 UHF (530 MHz) | Melodía FM                  | DVB-T  | http://www.melodia-fm.com/                     |
| MPE4                   | 28 UHF (530 MHz) | COPE                        | DVB-T  | http://www.cope.es/                            |
| MPE4                   | 28 UHF (530 MHz) | Rock FM                     | DVB-T  | https://www.rockfm.fm/                         |
| MAUT_VAL               | 29 UHF (538 MHz) | À Punt                      | DVB-T  | http://www.apuntmedia.es/                      |
| MAUT_VAL               | 29 UHF (538 MHz) | La 8 Mediterráneo           | DVB-T  | https://www.laocho.tv/                         |
| MAUT_VAL               | 29 UHF (538 MHz) | BOM Cine                    | DVB-T  | https://www.bomcine.com/                       |
| MAUT_VAL               | 29 UHF (538 MHz) | À Punt FM                   | DVB-T  | http://www.apuntmedia.es/                      |
| RGE2                   | 31 UHF (554 MHz) | La 1 UHD                    | DVB-T  | https://www.rtve.es/television/                |
| RGE2                   | 31 UHF (554 MHz) | Clan                        | DVB-T  | https://www.rtve.es/television/                |
| RGE2                   | 31 UHF (554 MHz) | DKISS                       | DVB-T  | http://www.dkiss.es/                           |
| RGE2                   | 31 UHF (554 MHz) | RNE Radio Clásica HQ        | DVB-T  | http://www.rtve.es/radio/radiocalasica/        |
| RGE2                   | 31 UHF (554 MHz) | RNE Radio 3 HQ              | DVB-T  | http://www.rtve.es/radio/radio3/               |
| RGE2                   | 31 UHF (554 MHz) | RNE Radio Exterior          | DVB-T  | http://www.rtve.es/radio/radio-exterior/       |
| RGE2                   | 31 UHF (554 MHz) | Kiss FM                     | DVB-T  | http://www.kissfm.es/                          |
| RGE2                   | 31 UHF (554 MHz) | HIT FM                      | DVB-T  | http://www.hitfm.es/                           |
| RGE2                   | 31 UHF (554 MHz) | esRadio                     | DVB-T  | https://esradio.libertaddigital.com/           |
| RGE2                   | 31 UHF (554 MHz) | SER                         | DVB-T  | http://www.cadenaser.com/                      |
| RGE2                   | 31 UHF (554 MHz) | Los 40                      | DVB-T  | http://www.los40.com/                          |
| RGE2                   | 31 UHF (554 MHz) | Cadena Dial                 | DVB-T  | http://www.cadenadial.com/                     |
| MPE5                   | 33 UHF (570 MHz) | Atreseries                  | DVB-T  | http://atreseries.atresmedia.com/              |
| MPE5                   | 33 UHF (570 MHz) | Be Mad                      | DVB-T  | http://www.bemad.es/                           |
| MPE5                   | 33 UHF (570 MHz) | Realmadrid TV               | DVB-T  | https://www.realmadrid.com/real-madrid-tv      |
| MPE5                   | 33 UHF (570 MHz) | TEN                         | DVB-T  | https://www.tentv.es/                          |
| MPE5                   | 33 UHF (570 MHz) | Los 40 Classic              | DVB-T  | https://los40.com/los40_classic                |
| MPE5                   | 33 UHF (570 MHz) | Los 40 Urban                | DVB-T  | https://los40.com/los40_urban                  |
| MPE5                   | 33 UHF (570 MHz) | Radiolé                     | DVB-T  | https://www.radiole.com/                       |
| MPE2                   | 40 UHF (626 MHz) | Antena 3                    | DVB-T  | http://www.antena3.com/                        |
| MPE2                   | 40 UHF (626 MHz) | La Sexta                    | DVB-T  | http://www.lasexta.com/                        |
| MPE2                   | 40 UHF (626 MHz) | Neox                        | DVB-T  | http://www.antena3.com/neox/                   |
| MPE2                   | 40 UHF (626 MHz) | Nova                        | DVB-T  | http://www.antena3.com/nova/                   |
| MPE3                   | 43 UHF (650 MHz) | Telecinco                   | DVB-T  | http://www.telecinco.es/                       |
| MPE3                   | 43 UHF (650 MHz) | Cuatro                      | DVB-T  | http://www.cuatro.com/                         |
| MPE3                   | 43 UHF (650 MHz) | Factoría de Ficción         | DVB-T  | https://www.factoriadeficcion.com/             |
| MPE3                   | 43 UHF (650 MHz) | Divinity                    | DVB-T  | https://www.divinity.es/                       |
| TL03V Ontinyent-Xàtiva | 45 UHF (666 MHz) | TV Comarcal                 | DVB-T  | https://comarcal.tv/                           |
| TL03V Ontinyent-Xàtiva | 45 UHF (666 MHz) | Levante TV                  | DVB-T  | https://www.levante-emv.com/videos/levante-tv/ |
| MPE1                   | 46 UHF (674 MHz) | Veo 7                       | DVB-T  | http://www.veo7.com/                           |
| MPE1                   | 46 UHF (674 MHz) | DMAX                        | DVB-T  | https://dmax.marca.com/                        |
| MPE1                   | 46 UHF (674 MHz) | Squirrel                    | DVB-T  | https://squirreltv.es/                         |
| MPE1                   | 46 UHF (674 MHz) | Paramount Network           | DVB-T  | http://www.paramountchannel.es/                |
| MPE1                   | 46 UHF (674 MHz) | Cadena 100                  | DVB-T  | http://www.cadena100.es/                       |
| MPE1                   | 46 UHF (674 MHz) | Radio María                 | DVB-T  | http://www.radiomaria.es/                      |
| MPE1                   | 46 UHF (674 MHz) | Radio Marca                 | DVB-T  | http://www.radiomarca.com/                     |
| MPE1                   | 46 UHF (674 MHz) | BOM Radio                   | DVB-T  | https://www.bomradio.com/                      |

#### Ràdio
| Canal d'emissió | Serveis            | Senyal | Web                                                                        |
| --------------- | ------------------ | ------ | -------------------------------------------------------------------------- |
| 92,2 MHz        | MuyBuena           | FM     | https://www.emisorasmusicales.net/emisoras/muybuena/                       |
| 93,7 MHz        | COPE InterComarcas | FM     | https://www.copeintercomarcas.com/                                         |
| 94,6 MHz        | SER Ràdio Xàtiva   | FM     | https://cadenaser.com/radio-xativa/                                        |
| 95,9 MHz        | Cadena 100         | FM     | https://www.cadena100.es/                                                  |
| 99,9 MHz        | Radio María        | FM     | https://radiomaria.es/                                                     |
| 101,0 MHz       | Activa FM          | FM     | https://www.emisorasmusicales.net/emisoras/activa-fm/activa-fm-la-costera/ |
| 101,5 MHz       | À Punt FM          | FM     | http://www.apuntmedia.es/                                                  |
| 101,9 MHz       | La Onda Radio      | FM     | http://www.laondaradio.es/                                                 |
| 106,8 MHz       | RTV Vida           | FM     | https://vidartv.com/                                                       |
| 107,0 MHz       | VCF Ràdio          | FM     | https://www.valenciacf.com/portada                                         |
| 107,9 MHz       | Xtradio            | FM     | https://xtradio.es/                                                        |

### Alginet
Comarca: Ribera Alta
Cota: 180 m
Cobertura: Ribera Alta

#### Televisió
| Xarxa múltiplex | Canal d'emissió  | Servicis          | Senyal | Web                       |
| --------------- | ---------------- | ----------------- | ------ | ------------------------- |
| MAUT_VAL        | 29 UHF (538 MHz) | À Punt            | DVB-T  | http://www.apuntmedia.es/ |
| MAUT_VAL        | 29 UHF (538 MHz) | La 8 Mediterráneo | DVB-T  | https://www.laocho.tv/    |
| MAUT_VAL        | 29 UHF (538 MHz) | BOM Cine          | DVB-T  | https://www.bomcine.com/  |
| MAUT_VAL        | 29 UHF (538 MHz) | À Punt FM         | DVB-T  | http://www.apuntmedia.es/ |

#### Ràdio
| Canal d'emissió | Serveis          | Senyal | Web                                                  |
| --------------- | ---------------- | ------ | ---------------------------------------------------- |
| 89,0 MHz        | Melodía FM       | FM     | https://www.melodia-fm.com/                          |
| 94,0 MHz        | MuyBuena         | FM     | https://www.emisorasmusicales.net/emisoras/muybuena/ |
| 106,0 MHz       | Onda Cero Alzira | FM     | https://www.ondacero.es/                             |